# Capetingi
Il casato dei Capetingi è una stirpe franca, una delle più importanti e, secondo diversi studiosi, tra cui Marc Bloch e Karl Ferdinand Werner, la più antica in discendenza diretta maschile in Europa, essendo le sue origini documentate rintracciabili fino al VII secolo. I Capetingi costituiscono la terza dinastia dei re di Francia, dopo i Merovingi e Carolingi. Essi fanno comunque parte dell'unitaria "Casa di Francia" (Maison de France): tale espressione significava, sotto l'Ancien Régime, la continuità delle istituzioni politiche del Regno di Francia, nei suoi rapporti con i sovrani di altri paesi, ed aveva sia una dimensione familiare (la famiglia reale e i principi di sangue) sia una dimensione ereditaria (il dominio reale).
La continuità della Casa di Francia sin dalla prima stirpe si riflette nella permanenza della sua Cancelleria e nell'unità del suo corpo di diritto pubblico. Sebbene sia impossibile unire in un'unica linea agnatica le tre dinastie reali dei Franchi, le molteplici parentele riscontrate tra le tre famiglie, in particolare tra Robertingi, antenati diretti dei Capetingi, e Carolingi, e la loro continuità storica, hanno spinto gli storici e i giuristi di corte a indicare comunemente con l'espressione di Casa di Francia l'unione delle tre stirpi. I Capetingi consistono più propriamente nei discendenti in linea maschile di Ugo Capeto e in linea femminile della dinastia merovingia e della dinastia carolingia. I più antichi antenati del Capeto ricoprirono inoltre la carica di Cancelliere di Francia sin dall'epoca di re Dagoberto I, nella persona di Crodoberto I di Tours.
La dinastia ebbe un ruolo cruciale nella formazione dello Stato francese. I membri della dinastia furono tradizionalmente cattolici e i primi Capetingi mantennero una stretta alleanza con la Chiesa. I francesi furono anche i partecipanti più attivi alle Crociate, culminate in una serie di cinque re crociati: Luigi VII, Filippo Augusto, Luigi VIII, Luigi IX il Santo e Filippo III. L'alleanza dei Capetingi con il papato subì tuttavia un duro colpo dopo il disastro della Crociata aragonese. Il figlio e successore di Filippo III, Filippo IV il Bello, umiliò papa Bonifacio VIII e portò il papato sotto il controllo francese. I successori del ramo Valois, a partire da Francesco I, ignorarono le differenze religiose e si allearono con l'Impero ottomano per contrastare il crescente potere degli Asburgo.
Con la sua linea diretta la dinastia regnò in Francia dal 987 al 1328, anno della morte di Carlo IV. Il trono passò poi ai rami collaterali: la Casa di Valois, la Casa di Borbone e, infine, il ramo cadetto di quest'ultima, la Casa d'Orléans. Altri rami della famiglia furono di volta in volta duchi di Borgogna, di Bretagna, di Parma, Re di Navarra, di Sicilia, di Napoli, delle Due Sicilie, d'Ungheria, del Portogallo, imperatori latini d'Oriente e imperatori del Brasile; singoli esponenti furono sovrani del Ducato di Lucca e dei regni d'Etruria e di Polonia. Discendenti in linea maschile della casata regnano ancora oggi in Spagna, con il re Filippo VI, e nel Lussemburgo, con il granduca Enrico.

## Origini dei Capetingi

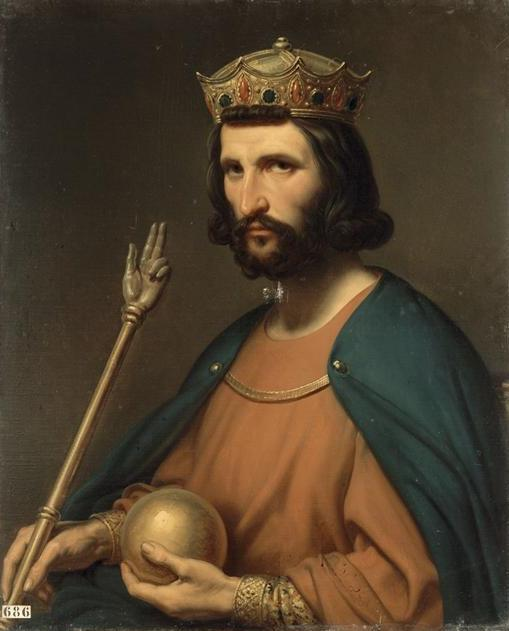
Ugo Capeto, capostipite della dinastia, in un ritratto moderno.

Nel 987, alla morte di Luigi V "l'Ignavo", ultimo re carolingio, Ugo Capeto, duca di Francia e conte di Parigi, figlio di Ugo il Grande, fu eletto re a Senlis dalla nobiltà e dal clero franco, fondando così una nuova dinastia reale.

### Gli avi: i Robertingi
La famiglia di origine di Ugo Capeto era quella definita dagli studiosi dei Robertingi, tra i cui membri figuravano anche i re di Francia Oddone e suo fratello Roberto I (nonno di Ugo). Il più antico avo conosciuto è Cariberto di Hesbaye. Un antico avo in linea maschile dei Capetingi era Lamberto, conte di Hesbaye: da lui discendono, in ordine padre-figlio, i conti Roberto I, Turimberto, Roberto II e Roberto rheingau); quest'ultimo era padre di Roberto il Forte, signore della marca di Bretagna e padre a sua volta dei re di Francia Oddone e Roberto I.
Un'analisi del DNA effettuata nel 2019 dal genetista Gérard Lucotte su alcuni membri viventi del casato dei Borbone ha mostrato che essi condividono l'aplogruppo Y Z-381, tipico delle popolazioni stanziate negli attuali Belgio, Paesi Bassi, Germania settentrionale e Danimarca, coincidente quindi con i territori da cui originarono i Franchi che conquistarono la Gallia alla fine del V secolo.
Oddone, dimostratosi un valoroso contro i Normanni, fu il primo robertingio a essere eletto, da una congregazione di principi e signori, conte di Parigi e re di Francia, titoli che in seguito portarono Carlo III il Semplice a ricorrere alle armi per far valere i propri diritti al trono. Le lotte tra Carolingi e Robertingi terminarono quando Oddone designò come suo successore Carlo il Semplice e non il fratello Roberto. Quest'ultimo ottenne dal nuovo re il vasto marchesato di Neustria, dal quale sarebbe nato il futuro regno di Francia. A causa dei tentativi del nuovo re di imporre la sua autorità ai principi, nel 922, una sollevazione generale proclamò Roberto re, il quale morì poco dopo in battaglia.
Dopo l'elezione di Luigi IV “d'Oltremare”, figlio di Carlo il Semplice, Ugo il Grande, successore di Roberto, ottenne poteri straordinari con la nomina a duca di Francia, di Borgogna e d' Aquitania, diventando così l'uomo più potente del nord della Loira. Morti improvvisamente sia Luigi sia Ugo, il palcoscenico francese vide più tardi fronteggiarsi i rispettivi figli, Lotario e Ugo Capeto, duca di Francia, al quale, la morte del primo e poi quella del figlio Luigi V "l'Ignavo", consentirono finalmente l'ascesa al trono di Francia.
Ugo Capeto discendeva anche da Carlo Magno, ma non per linea esclusivamente maschile. La nonna paterna di Ugo era infatti Beatrice di Vermandois, figlia di Erberto I di Vermandois, discendente per linea maschile dall'imperatore franco.

## La linea diretta

### I primi re Capetingi
Dei primi regni di Ugo Capeto, Roberto il Pio e Enrico I non si hanno molte informazioni. A causa del frazionamento del potere dovuto alla nascita di marche e ducati sotto i Carolingi, i primi re furono impegnati soprattutto in questioni familiari, matrimoni, conflitti, spostamenti continui, nel tentativo di ristabilire l'autorità regia. Nessuno contestava l'autorità dei nuovi sovrani, ma, una volta lontani, i capi delle province tornavano nuovamente a non curarsi di loro. La riverenza verso i re di Francia veniva mostrata anche dagli imperatori germanici, i quali li consideravano dei loro pari perché entrambi si sentivano incaricati da Dio di guidare verso la salvezza il popolo cristiano.
Una novità tra le istituzioni monarchiche dell'XI secolo fu quella introdotta da Ugo Capeto di far eleggere e consacrare dall'alta aristocrazia il suo primogenito Roberto, qualche mese dopo l'ascesa al trono. In questo modo veniva a imporre il costume secondo il quale la corona di Francia si trasmetteva per eredità secondo il principio di primogenitura maschile, pur mantenendosi una carica elettiva. Non solo il potere regale, ma anche i beni di Ugo Capeto, ereditati dai suoi antenati, erano sottoposti alle medesime regole di successione: quelli che costituivano i possedimenti privati dei Capetingi finirono per diventare dominio della corona. Il dominio dei primi Capetingi era costituito dall'Île de France, il territorio intorno a Parigi. Questa regione, a causa della confluenza dei corsi d'acqua, dei primi dissodamenti, dell'estensione dei grandi vigneti avvenuti proprio nel periodo dell'affermazione dei Capetingi, godeva in quegli anni di una notevole prosperità di cui beneficiarono per primi i sovrani.
Il nuovo interesse per il lignaggio e il patrimonio familiare accomunarono i nuovi sovrani e l'aristocrazia del periodo, influenzando anche la vita interna delle corti. Infatti, alle grandi corti solenni e alle assemblee generali carolinge, subentrarono riunioni più familiari, in cui non comparivano più prelati e conti, ma soltanto parenti del sovrano, vassalli, intendenti e capi della servitù.

### L'ascesa della monarchia
Il secolo XII vede i re di Francia intenti ad affermare il loro potere e a imporre la loro autorità sopra i potenti principi che spadroneggiavano nei feudi attorno a l'Île de France. L'ingrandimento del dominio dei sovrani fu possibile grazie soprattutto al fatto che tra il 1060 e il 1180 si successero solo tre monarchi: Filippo I, Luigi VI e Luigi VII, i cui regni non ebbero quei problemi di successione che avevano caratterizzato i predecessori. Inoltre la monarchia venne definitivamente legittimata dal matrimonio di Luigi VII con Adèle di Champagne, discendente dei Carolingi. Accanto all'uso delle armi, Filippo I intraprese anche un'azione pacifica che, alla fine del regno di Luigi VIII, portò all'assoggettamento definitivo del territorio dell'Île de France all'autorità dei re capetingi. Il prestigio monarchico aumentò e il re sempre più spesso veniva chiamato come garante dei possessi delle abbazie, per arbitrare i conflitti tra signori, confermare le carte, ecc.
Continuando sulla tendenza che si manifestò già durante i regni precedenti, le assemblee in cui si trattavano i grandi affari del regno non si componevano più di grandi personaggi laici ed ecclesiastici. Erano i signori della piccola nobiltà o chierici di varie origini a occupare le cariche di funzionari di palazzo e a occuparsi della soluzione dei problemi, della concessione dei favori regali e della formulazione delle sentenze processuali. Dunque vi erano i funzionari domestici, il cancelliere e i chierici che redigevano i diplomi, i cappellani. Accanto a questi, vi erano i consiglieri del re, familiari, termine con cui si indicava vagamente personaggi diversi che godevano della fiducia del re. Tra di loro il più celebre fu Sigiero, consigliere e amico di Luigi VI e tutore di Luigi VII.
Altra caratteristica di questo periodo è la promozione di Parigi a capitale e sede permanente della monarchia capetingia. Fino alla metà del XII secolo, i re erano rimasti itineranti, sia per motivi pratici di approvvigionamento, sia perché in tempi di gestione diretta e orale, la presenza fisica del re era indispensabili nelle zone del dominio, per ragioni militari o giuridiche. Parigi divenne luogo prediletto con Enrico I, predilezione che si accentuò con Luigi VI e suo figlio.
Sono questi gli anni in cui comincia a delinearsi una politica internazionale per la monarchia capetingia. Il primo problema fu rappresentato dal duca di Normandia, Guglielmo, un vassallo del re di Francia divenuto al contempo re d'Inghilterra nel 1066. Né Filippo I, né Luigi VI avevano i mezzi per opporsi alle ambizioni del duca di Normandia; così da un lato cercarono di far valere i loro diritti di sovrani sul loro vassallo esigendo un giuramento di omaggio, e dall'altro animarono i dissensi familiari tra i duchi di Normandia e il re di Inghilterra. L'altra minaccia che si trovò a fronteggiare Luigi VII fu quella del crescente potere di Enrico II Plantageneto, che dopo il matrimonio con Eleonora d'Aquitania del 1152 e la sua nomina a re d'Inghilterra nel 1154, entrò in possesso di vasti possedimenti che circondarono il regno capetingio. Vani furono i tentativi di Luigi VII per fermare questa ascesa: solo il trattato di Nonancourt pose fine alle ostilità e agli intrighi.
Al di fuori del suo regno, il re doveva gran parte del proprio credito all'appoggio del papato, al quale non mancò mai di dare prova di fedeltà: durante le numerose contese con gli imperatori, i papi trovarono sempre un alleato prezioso presso i Capetingi. Invano l'imperatore Enrico IV chiese più volte al re di Francia di schierarsi dalla sua parte o di cessare di dare appoggio al papa. Come anche inutili le pretese di Federico Barbarossa alla superiorità dell'imperatore su quei reguli, reucci delle province dell'impero. Il papato fu nuovamente sostenuto da Luigi VI; e davanti a questa minaccia, la preoccupazione capetingia fu quella di sottolineare il loro legame con la famiglia di Carlo Magno, tramite Adèle di Champagne.

### Il secolo d'oro

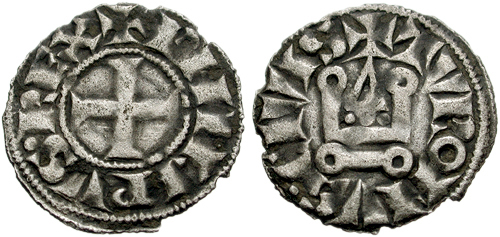
Un denaro tornese del 1270.

All'ascesa al trono di Filippo Augusto seguì un secolo di grande fioritura della Francia del Nord, attraversata dalle principali vie del traffico commerciale occidentale, che andavano dalla Spagna al mar Nero, dalle coste settentrionali dell'Africa fino al golfo di Finlandia, con Genova, Pisa e Venezia a dominare le principali rotte. Le continue migrazioni e costruzioni di nuovi abitati dimostrano un aumento demografico, dovuto ad una diminuzione di crisi, epidemie e carestie, e da un miglioramento generale delle condizioni di vita. Ma a favorire la crescita di questi anni fu soprattutto una pace diffusa in quasi tutte le zone del regno. L'aumento del commercio portò anche a un miglioramento delle strade e a una semplificazione della circolazione monetaria: a partire dal 1262 la libbra parigina, poi tornese, divenne la moneta del regno, mentre le altre monete avevano corso solo sulle loro terre di coniazione. A causa, però, della scarsità delle riserve metalliche, incominciò a farsi strada anche il credito.
La dinastia divenne sempre più forte e venerata, e le sue origini ormai si rifacevano a un mitico passato carolingio. Dopo Adèle di Champagne, seguì un'altra regina di ascendenza carolingia, Isabella di Hainaut, moglie di Filippo II, che rafforzò ulteriormente il legame tra le due dinastie e le pretese di indipendenza, se non di superiorità, dei re di Francia nei confronti dell'Impero. Alla fine del XII secolo, i problemi dinastici erano ormai risolti.
Anche le ricchezze della dinastia aumentavano, grazie al suo dominio incontrastato sulle più ricche terre di Francia. Questa ricchezza consentiva al re di inviare nelle proprie terre i balivi, con il compito di sorvegliare i prevosti e istituire le corti di giustizia; sciogliere coalizioni, comprare gli avversari, e anche assoldare un esercito di professionisti della guerra. Con Filippo II si assistette anche alla fioritura urbana della capitale: Parigi, che fino ad allora aveva avuto un'espansione caotica, venne pianificata a dovere. Inoltre la presenza della corte, insieme al passaggio di nobili e vescovi stimolano nella città l'artigianato di lusso e l'impulso commerciale.
Per quanto riguarda l'ampliamento territoriale, Filippo Augusto fu colui che diede il maggior contributo all'espansione del dominio capetingio. Come i suoi predecessori, però, anche Filippo Augusto dovette vedersela con i re d'Inghilterra: dopo aver cercato di indebolire Enrico II rivolgergli contro i propri figli, tradì l'amicizia di Riccardo Cuor di Leone, a cui seguì un'accanita guerra tra i due regni; e infine riuscì a confiscare al fratello Giovanni tutte le terre angioine sul suolo francese. Sul versante opposto, la monarchia era intervenuta nella contea di Tolosa dove si diffondeva l'eresia catara. Mentre Filippo Augusto temporeggiava a causa dei suoi problemi nel Nord, una folla di cavalieri si radunò a Lione e diede inizio alla crociata. Tra di essi vi era Simone di Montfort, barone dell'Ile de France, che, battendo a Muret il re d'Aragona, fu investito dei domini di Raimondo VI di Tolosa, divenendo uno dei maggiori feudatari di Filippo Augusto. Sotto Luigi VIII, ci furono due tentativi di riconquista della contea di Tolosa da parte degli eredi del conte, ma il re riuscì a mantenere il controllo e a sottomettere gran parte delle città della Linguadoca.

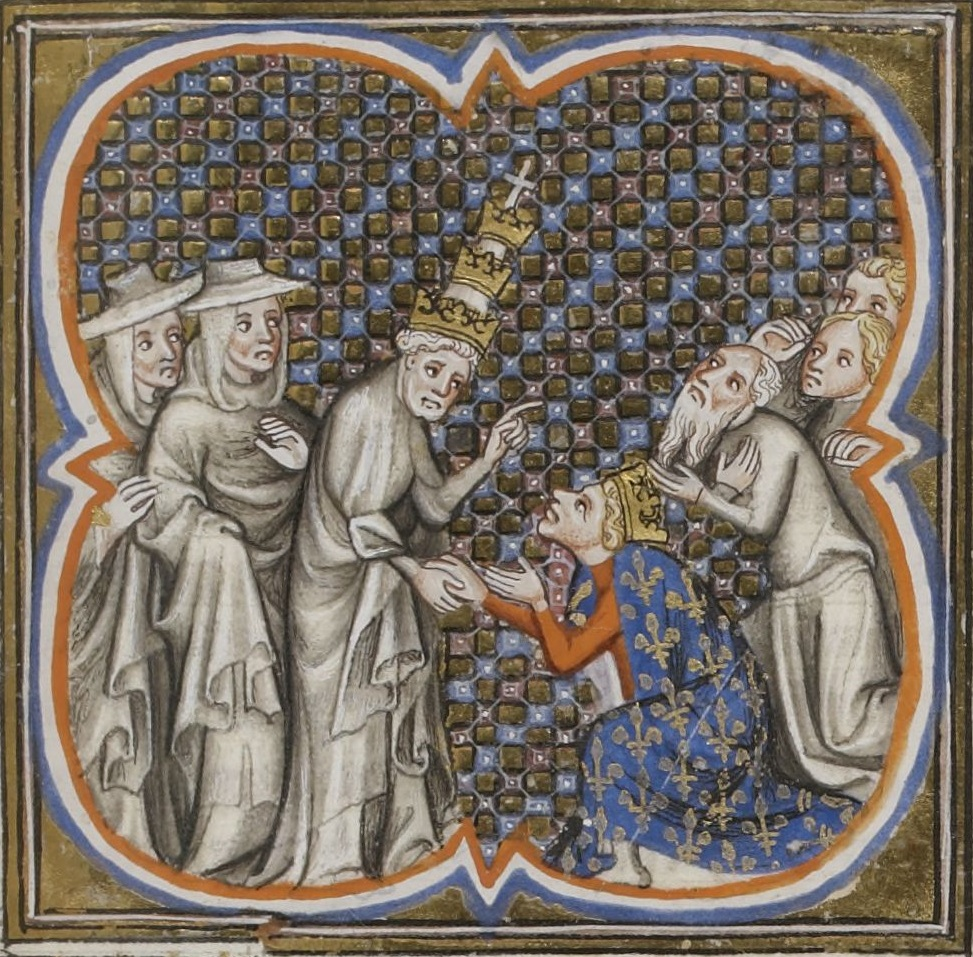
Luigi IX incontra papa Innocenzo IV a Cluny nella speranza di una pacificazione tra papato e Impero. Grandes Chroniques de France (XIV secolo), Biblioteca nazionale di Francia.

L'aumento delle ricchezze e dei domini del re determinarono la trasformazione dell'amministrazione del regno. Ci fu una progressiva estensione dell'istituzione dei balivi e dei siniscalchi; la corte si riuniva più spesso per amministrare la giustizia in maniera più tecnica e precisa. I funzionari del re erano sempre più uomini di cultura giuridica, che aiutarono ad aumentare l'efficienza dell'amministrazione. Grazie a essi, venne elaborata anche un'idea precisa di sovranità del re: ogni forma di giustizia era di totale competenza del re, e che un vassallo non poteva levarsi contro il monarca senza incorrere nel crimine di lesa maestà. La protezione regale si estese sulle chiese, sulle città e sulle persone, esigendo soprattutto dalle prime servigi ecclesiastici e una minore intromissione negli affari del regno.
In questo modo la giustizia francese diede maggior consistenza al regno, e i sudditi si sentivano sempre più parte del paese del re di Francia. Questo accadde soprattutto con san Luigi, il quale impose a tutti il suo ideale di bene. Luigi IX perseguì la parità di giustizia, applicata anche verso i suoi funzionari i quali furono sottoposti severissime inchieste sul loro operato. Il suo ideale di pace cristiana lo portò prima a trattare con Enrico III d'Inghilterra per mettere fine alla belligeranza tra i due regni, e poi a rinunciare ai presunti diritti francesi sui domini d'Aragona. Il re non interferì nelle dispute tra papato e impero, né nelle rivalità tra aragonesi e catalani, ma si propose come paciere e intermediatore. Come protettore della fede cristiana, fece di tutto per garantire la salvezza dei suoi sudditi, vietando i giochi e la prostituzione, proibendo agli ebrei di esercitare l'usura, usando le proprie ricchezze per costruire ospizi e ospedali; fino a mettere a rischio la propria vita nelle crociate.

### Dalla prosperità alla crisi della successione

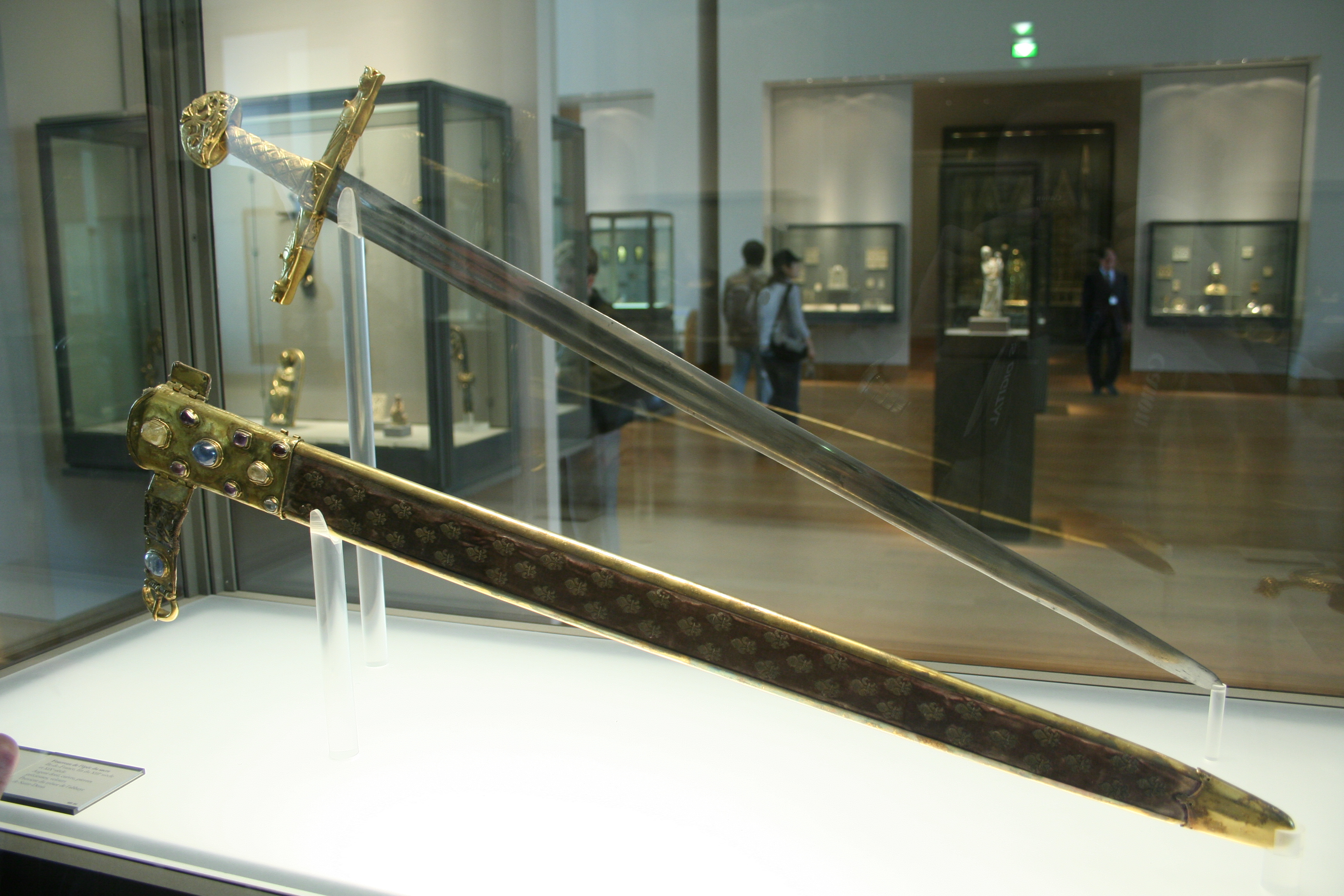
La spada Gioiosa esposta al Museo del Louvre.

Sotto Filippo III e Filippo IV si ha un periodo di transizione: se da una parte si continua a sostenere l'idea del grande regno di Francia, dall'altra in tutta l'Europa occidentale si hanno dei cambiamenti legati alla vita materiale e alla mentalità. L'esaltazione e il prestigio della monarchia raggiunse il suo apice, ai quali concorsero sia il ricollegamento a Carlo Magno, simboleggiato dall'uso della spada Gioiosa alla consacrazione di Filippo III, sia la canonizzazione di san Luigi. Tra l'altro, questa è un'epoca di grande fioritura giuridica, nonché di innovazioni istituzionali.
Nacquero tre organi a cui vengono affidati tre diversi ambiti: il Parlamento, regolamentato dalla grande ordinanza del 1278 e diviso in camere; la Camera dei conti, che assunse tutta la propria importanza quando Filippo IV cominciò a percepire regolarmente sussidi e si sviluppò la fiscalità regale; e il Consiglio del re, in cui intento era di proporre un organismo che rappresentasse, nella misura più ampia possibile, tutta la popolazione del regno (quindi non solo nobili ed ecclesiastici) alla quale sottoporre le decisioni politiche da prendere.
I nuovi organi di governo vissero per alcuni decenni a stretto contatto con il re e la corte. Infatti, dopo le costruzioni apportate da Luigi IX apportati entro la Cité, i suoi successori diedero il via a una grande opera di ricostruzione, dedicando spazi specifici alle nuove funzioni. Parigi dunque fortifica il suo ruolo di capitale del regno, funzione che attira la nobiltà dai domini vicini, la quale a sua volta determinò una fioritura dell'edilizia con la costruzione degli hotels. La civiltà francese nel frattempo influenzava anche la società internazionale del tempo, nel modo di pensare, nei modi di vita e nell'impiego della lingua francese, oltre che con la grande diffusione dello stile gotico. Approfittando di questo grande prestigio che ne fecero dei sovrani senza eguali, gli ultimi Capetingi diedero uno sviluppo sempre più in senso moderno alle istituzioni della monarchia feudale, ma soprattutto mostrarono delle ambizioni espansionistiche completamente nuove, che portarono la Francia a intervenire direttamente nelle questioni della politica mediterranea. Con Filippo III ci fu un ulteriore ampliamento del dominio: dei quattro grandi feudi rimasti al di fuori del dominio reale, solo la Guienna e la Fiandra continuarono a dare problemi, come dimostrano le numerose spedizioni che Filippo IV inviò per sedare il popolo in rivolta.

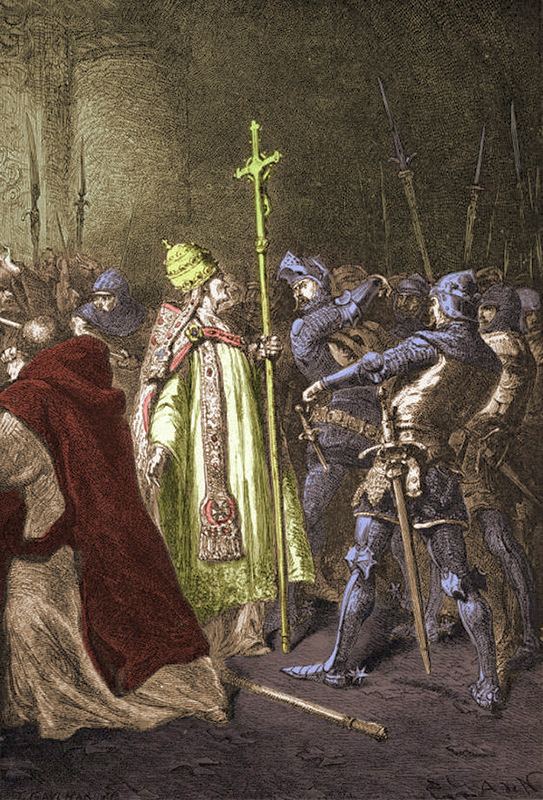
L'oltraggio di Sciarra Colonna a Bonifacio VIII - incisione (XIX sec).

Le nuove ambizioni espansionistiche modificano i rapporti con le principali autorità del periodo, l'impero e il papato. I re di Francia cominciarono ad ambire alla Corona imperiale: legandosi all'idea della dinastia capetingia come erede diretta di Carlo Magno, il re di Francia riteneva di essere non solo indipendente dall'imperatore, ma anche di avere dei diritti sui possessi imperiali. Intanto, il conflitto tra la monarchia francese e il papato aveva cominciato a manifestarsi già da qualche tempo, ma scoppiò solo verso il 1300, quando Filippo IV impose, senza autorizzazione di papa Bonifacio VIII, delle decime al clero non destinate alla crociata, ma alle campagne d'Aquitania. Nonostante la minaccia di scomunica, il regno di Francia proclamò l'assoluta indipendenza del re e il suo diritto a intervenire negli affari di chiesa. La situazione degenerò con lo "schiaffo di Anagni", la morte di Bonifacio VIII, e la "cattività avignonese", simbolo della totale prevaricazione della monarchia francese, che si mostrò concretamente quando Filippo IV ottenne dal papa lo scioglimento e la condanna dei templari. Altre faccende che contribuirono a minare il prestigio del sovrano furono la spoliazione degli ebrei, l'espulsione dei lombardi, le manipolazioni monetarie.
Però ben presto la situazione di generale prosperità ed espansione che caratterizzò l'Europa tra il XI e il XIII secolo, mutò lentamente in crisi alla fine del XIII secolo.

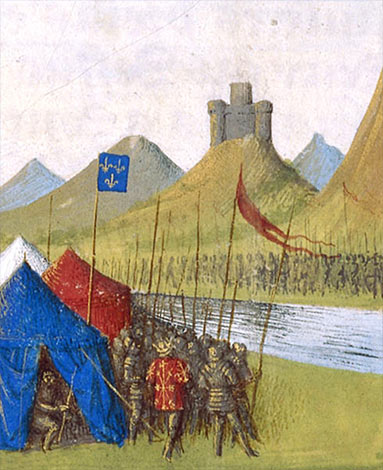
La campagna nelle Fiandre di Luigi X - Grandes Chroniques de France (XIV secolo), Biblioteca nazionale di Francia.

La Francia si trovò ad affrontare una profonda depressione che caratterizzò il settore agricolo a causa di piogge, cattivo raccolto, rialzo dei prezzi, carestia e moria; mentre i principali luoghi finanziari cominciarono a subire le conseguenze dei primi fallimenti dei mercanti italiani e della scarsità delle risorse metallurgiche, a causa della quale le monete subirono un rapido degradamento che portò poi a vari disordini monetari. Ci fu un aumento delle sommosse, che trovarono il loro capro espiatorio nei lebbrosi e negli ebrei, che furono vittime di numerosi massacri. Accanto a questi tumulti, ve ne erano altri movimenti fomentati dai nobili, che vagheggiavano il ritorno a un mitico passato del regno di Luigi IX. L'esplosione di questi movimenti si verificò durante il regno di Filippo IV.
Lo sminuirsi del prestigio reale dovuto agli scandali che caratterizzarono la vita pubblica di Filippo IV, l'ostilità con i grandi feudi, il fallimento della campagna in Fiandra e la crescente pressione fiscale, lasciarono nelle mani di Luigi X un regno in circostanze difficili. Anche i fratelli Filippo V e Carlo IV, ultimo re capetingio di ascendenza diretta, non riuscirono affrontare queste crescenti difficoltà nei pochi anni dei loro rispettivi regni. Sarà questo un compito di Filippo VI di Valois, primo re di un ramo cadetto della famiglia capetingia, con il quale si estinse nel 1328 la discendenza diretta che era partita da Ugo Capeto. Al ramo collaterale dei Valois seguiranno poi quelli dei Borbone, e degli Orléans fino alla definitiva soppressione della monarchia con la rivoluzione del 1848.

## Strumenti di rafforzamento del potere dinastico
I Capetingi rafforzarono notevolmente l'autorità regia in Francia, insistendo sui principi di ereditarietà maschile della successione al trono, di primogenitura e di indivisibilità dei territori del regno.
Uno strumento essenziale fu l'associazione del figlio primogenito al trono quando il padre era ancora in vita. Ugo Capeto fu il primo della dinastia ad applicare tale pratica: con la scusa di voler andare in Catalogna a fronteggiare un'invasione di musulmani, Ugo sostenne la necessità di avere un secondo re, nel caso in cui egli fosse morto durante la campagna militare. Nonostante alcune rimostranze dei nobili fautori di una monarchia elettiva, Roberto fu incoronato e consacrato re; la spedizione in Spagna però non venne più fatta. I re successivi continuarono a seguire il suo esempio fino al 1179: Luigi VIII fu il primo re capetingio a non essere associato al trono quando il padre Filippo Augusto era ancora in vita.

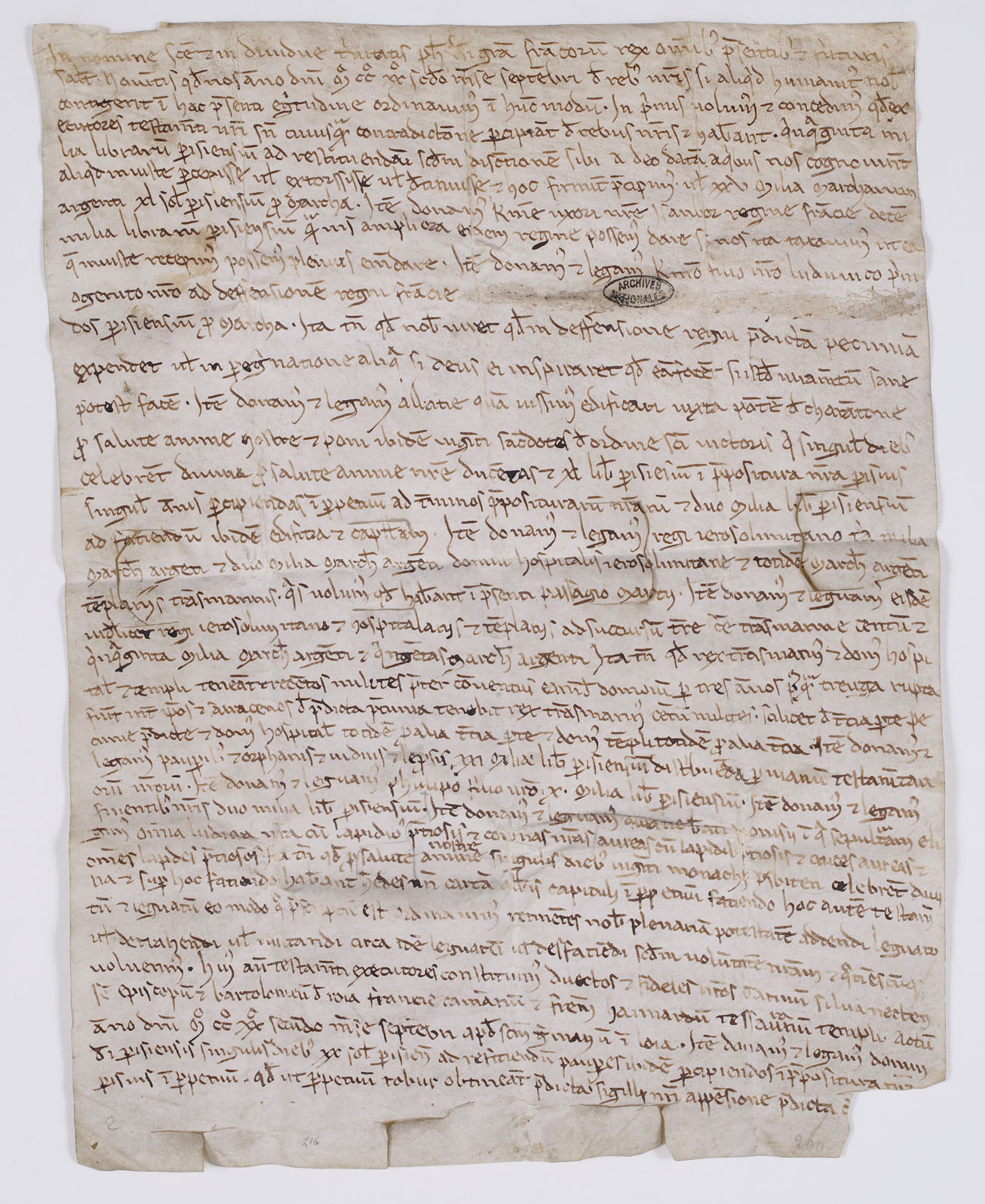
Testamento di Filippo Augusto donato a Saint-Germain-en-Laye, Settembre 1222. Parigi, Archivi Nazionali di Francia, AE / II / 214, AE/II/214

Quella di Roberto il Pio, però, fu l'unica associazione che ebbe effettivamente il compito di garantire l'ereditarietà della carica: le associazioni successive furono dettate da motivi completamente differenti, quali problemi di successione, guerre, malattia del sovrano, e altro. Il fatto che la pratica sia continuata per sei generazioni ha portato automaticamente ad associarla alla dinastia e a dare a tutti i casi il medesimo significato del primo. In realtà era solo una consuetudine che veniva spesso usata, con motivazioni differenti (tra cui anche il rafforzamento di un titolo ereditario debole), non solo dai sovrani e dall'alta aristocrazia francesi, ma anche da altri monarchi europei.
La pratica venne abbandonata da Filippo Augusto perché la dinastia aveva assunto pienamente la sua legittimità e quindi non c'era più bisogno di associare l'erede al trono. Ma può anche darsi che ciò sia dovuto più che altro a un declino della pratica, che si registra, dal regno di Filippo I fino a quello di Filippo Augusto, in tutta la Francia. Sotto Filippo Augusto e Luigi VIII, aumenta sempre di più l'usanza dei testamenti scritti: alla vigilia della loro partenza per le crociate, invece di associare il figlio primogenito al trono, sia Filippo Augusto sia Luigi VIII compilarono dei testamenti scritti, nei quali inserirono delle disposizioni che consentono di assicurare la corona ai loro discendenti diretti. Tuttavia in questi testamenti non viene scritto che la successione spettava al figlio maggiore, ma la presupponevano: la successione del figlio primogenito è stata assunta come una consuetudine dalla società.
In seguito, i re si concentrarono sul cercare di mantenere un controllo più saldo sui vari appannaggi concessi. Con Filippo III, l'ampliamento del dominio reale avvenne anche grazie ad alcune restrizioni relative agli appannaggi a favore dei propri figli cadetti, facendo approvare dal parlamento nel 1284, il principio del ritorno alla Corona degli appannaggi qualora il beneficiario morisse senza eredi diretti. Nel 1314, Filippo il Bello limitò la trasmissione della contea di Poitiers, ricevuta in appannaggio dal padre, solo agli eredi maschi diretti. Questa è la prima estromissione ufficiale delle donne da un'eredità regale.

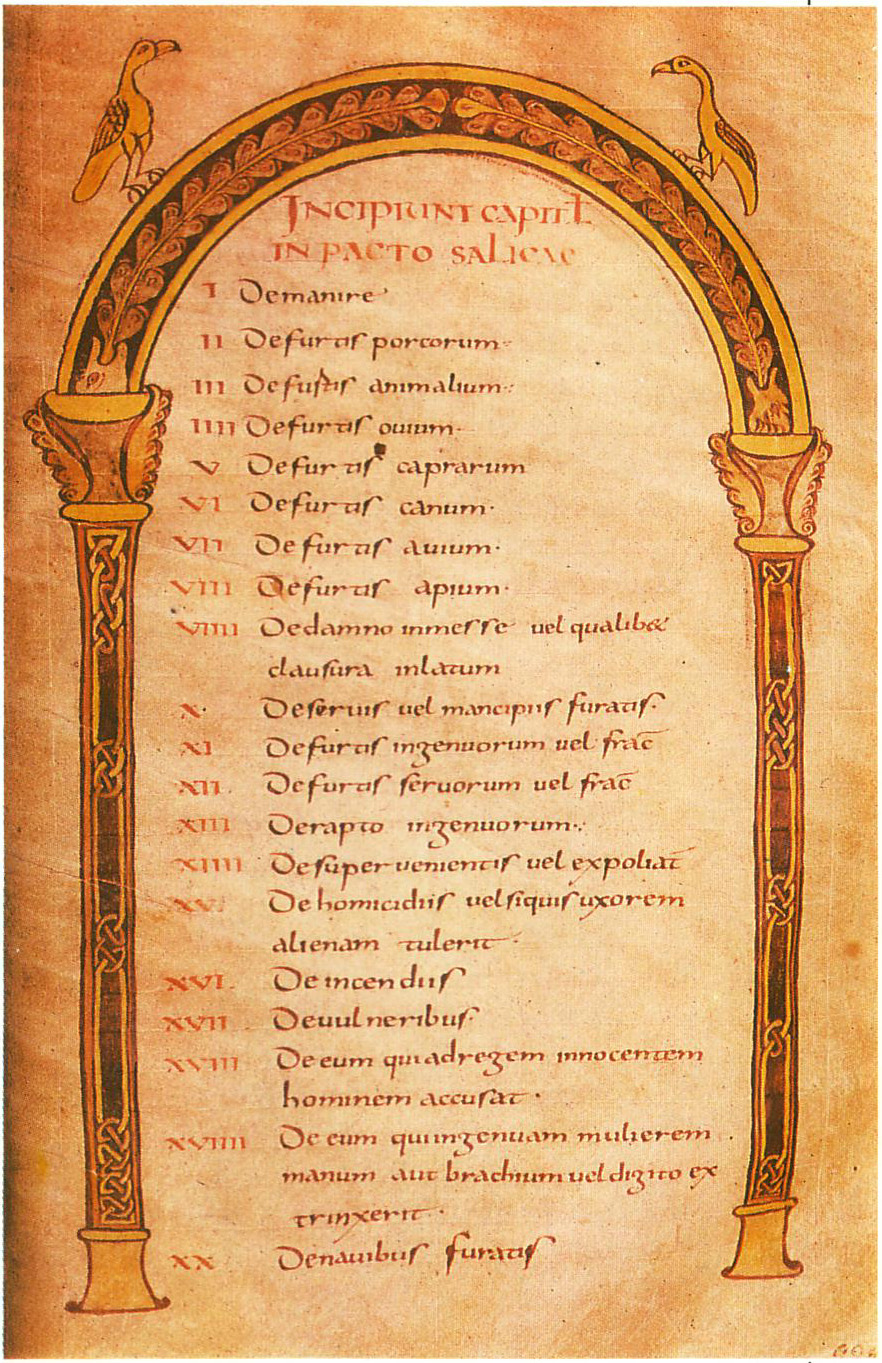
Copia manoscritta su pergamena della Legge Salica (VIII secolo), Biblioteca nazionale di Francia.

Nel 1316 alla morte di Luigi X l'Attaccabrighe, il fratello Filippo V si impossessò del trono a scapito della figlia del sovrano defunto, Giovanna, all'epoca di soli quattro anni. Ma a causa di alcune contestazioni, Filippo V per legittimare giuridicamente la sua azione, fece appello alla tradizione francese della Legge Salica, secondo la quale, in Francia le donne non salgono al trono e la Corona spetta ai soli maschi. Nel 1328, la scelta di Filippo VI di Valois come re fu segnata da un forte ricorso alla Legge Salica per motivi dinastici, ma anche "nazionalistici": poiché Carlo IV non aveva lasciato eredi maschi e le figlie non potevano accedere al trono, il giovane re d'Inghilterra, Edoardo III, cominciò ad avanzare le sue pretese alla reggenza, in quanto figlio di una sorella di Carlo IV, Isabella, e quindi parente più prossimo del defunto re. A questo punto si sviluppò un ulteriore clausola all'eredità dinastica: Isabella, a causa del suo sesso, era non solo esclusa dalla possibilità di succedere alla corona di Francia, ma anche dalla sua reggenza e dalla sua eredità, e di conseguenza lo era anche Edoardo. In questo modo, le figlie vengono definitivamente estromesse dalla successione capetingia.
La forza della Legge Salica sta nel fatto che, istituendo la successione in linea maschile, da una parte si semplifica la linea successoria, che verrebbe complicata da un gran numero di figlie e dei loro discendenti; e dall'altra, si mantiene il trono all'interno della famiglia. Così si evita che principi stranieri, se non addirittura nemici, possano salire al trono, in forza del matrimonio. Inoltre, i re francesi, sposando principesse straniere ben piazzate nell'ordine di successione delle loro rispettive dinastie, possono al contrario aspirare alla loro eredità, se non al trono del loro regno di origine. Ne consegue quindi una non-completa assimilazione della regina di Francia nella dinastia capetingia, perché ella continua a mantenere il nome dei suoi antenati affinché i re di Francia possano appellarsi alla linea di discendenza femminile per rivendicare i loro diritti.
Al momento del matrimonio, la sposa reale porta con sé una dote e acquista il ruolo di sovrana, ma la Legge Salica la esclude dalla comunione dei beni, perché essi non sono beni del re, ma del popolo di cui il re è garante. D'altra parte le regine possono possedere, gestire, ereditare e trasmettere beni propri; così facendo permettono l'accrescimento dei beni della corona quando trasmettono il loro patrimonio ai figli. A partire dai Capetingi fino alla fine della monarchia, la Legge Salica ha continuato a essere la legge fondamentale dello stato francese.

## L'espansione territoriale

Il dominio e l'influenza di Ugo Capeto verso il 995.

Il territorio che si venne a trovare Ugo Capeto al momento della sua ascesa al trono era costituito dall'Île de France, raggruppato attorno ad alcuni fiumi che attraversano questa regione: la Loira a sud, che aveva Orléans come centro, e verso est un'enclave attorno a Sens; la Senna verso nord, attorno a Parigi con Saint-Denis, Poissy, Étampes, Dreux e Melun; l'Oise e l'Ainse, con Senlis, Compiègne, Quierzy e Laon. Poi, con qualche lembo isolato, si prolungava fino alle rive della Manica.
Durante i regni dei primi Capetingi non ci furono alcuni grandi ampliamenti territoriali: Roberto II ereditò il Ducato di Borgogna, il quale fu poi affidato al figlio minore Enrico I, prima che questi salisse al trono dopo la morte del fratello maggiore Ugo.

Il regno di Francia nel 1154 (in blu).

La prima vera politica di espansione si ebbe nel XII secolo: attorno ai possedimenti del re propriamente detti, si raccoglievano vasti feudi, ducati e contee, i cui signori erano spesso potenti quanto il loro sovrano. Nel giro di una cinquantina d'anni, Filippo I a queste terre aggiunse la contea di Gatinas (Château-Landon), la città e il territorio del monastero di Corbie, la contea di Vexin, con Mantes e Pontoise, il protettorato di Saint-Denis e la viscontea di Bourges.
Con Luigi VI, venne annessa al dominio regio la signoria di Montlhéry e la contea di Corbeil. Ma con il matrimonio di Eleonora d'Aquitania e Enrico II il Plantageneto in seguito dovette rinunciare al ducato d'Aquitania e a quello di Guascogna. Luigi VII riuscì a imporsi su tutti territori della Loira, su Saint-Pierre-le-Moûtier, il Nivernese, e varie signorie nel Mâconnais e nel Forez.
Filippo Augusto si ritrova con un regno in cui il suo vassallo plantageneto ne controllava quasi più della metà, fino a giungere la grande contea di Tolosa. Il dominio capetingio si accrebbe in questi anni non solo con l'uso delle armi: lo dimostra lo stesso re Filippo II, quando sposata Isabella di Hainaut, cominciò a intervenire negli affari di Fiandra e, dopo anni di trattative e procedure, ottenne prima l'Artois, poi il Valois, il Vermandois e l'Amiénois. Nel marzo del 1204, qualche anno dopo la confisca delle terre angioine di Giovanni d'Inghilterra, Château-Gaillard fu conquistata e con lei caddero tutte le piazze normanne. L'anno successivo, toccarono a l'Anjou e la Turenna. Sul lato Ovest invece, con il trattato Meaux-Parigi, il conte di Tolosa Raimondo VII dovette ratificare lo smembramento dei suoi stati e dotare riccamente la sua unica figlia, Giovanna di Tolosa, promessa a un fratello del re, Alfonso di Poitiers, mentre i siniscalchi di Beaucaire e di Carcassonne venivano annessi al dominio.

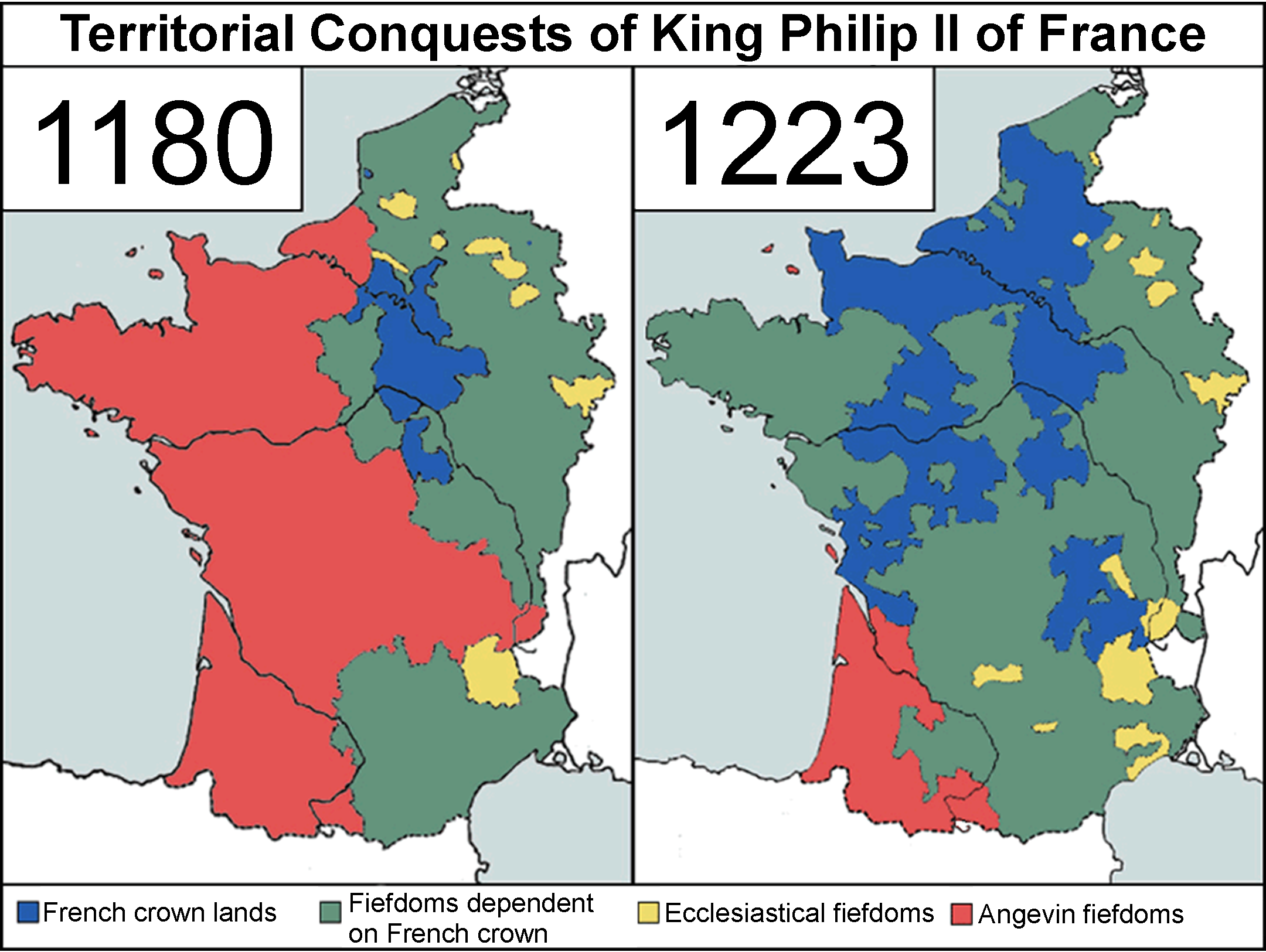
Il regno di Francia alla nascita di Filippo Augusto (1180) e alla sua morte (1223).

Di tutte queste annessioni, però, la Corona conservò sotto la propria amministrazione solo la Normandia, poiché il resto era stato concesso da Luigi VIII in appannaggio ai suoi figli. Così mentre i principi beneficiavano delle terre loro concesse, il sovrano esercitava la sua autorità sulla Fiandra, la Champagne e la Borgogna, costellando allo stesso tempo i ducati e le contee di piccoli feudi appartenenti alla Corona. Nel 1224, Luigi VIII cominciò a sottomettere il Poitou e la Saintonge, arrivando fino a La Rochelle, principale porto atlantico. Tutte le iniziative del re d'Inghilterra Enrico II, che non era più vassallo del re di Francia dal 1202, per rimettere piede nelle province perdute fallirono e gli rimase solo il ducato di Guienna. Con Luigi IX venne reso definitivo il potere della Francia sulla Linguadoca e consolidato l'ingrandimento del dominio eseguito da Filippo Augusto.
A partire da Filippo III, accanto alle annessioni più o meno pacifiche entro in confini della Francia propriamente detta, cominciano i primi interventi militari verso l'esterno. Le principali acquisizioni furono la contea di Tolosa e il regno di Navarra. Nel 1271, morti Alfonso di Pointiers e Giovanna di Tolosa senza eredi diretti, la contea di Tolosa venne automaticamente annessa al regno di Francia, secondo quando scritto nel trattato di Meaux-Parigi del 1229. In seguito, nel 1284, con il matrimonio del figlio Filippo il Bello e Giovanna di Navarra, regina di Navarra e contessa di Champagne e di Brie, Filippo III preparò l'annessione di questo regno al dominio monarchico, che sarebbe avvenuta con Luigi X. Nello stesso periodo, gli eserciti francesi invasero il regno d'Aragona (1285), mentre il re interveniva negli affari di successione al regno di Castiglia. Altre acquisizioni minori furono la contea di Guînes, il porto di Harfleur, Montmorillon, i siniscalcati di Carcassonne e di Beaucaire, e poi della Linguadoca.
     Possedimenti di Giovanna II di Navarra
     Stato pontificio
     Territori controllati da Edoardo III
     Zone d'influenza economica inglese
     Zone d'influenza economica francese

Il regno di Francia nel 1328 (in viola).
Possedimenti di Giovanna II di Navarra
Stato pontificio
Territori controllati da Edoardo III
Zone d'influenza economica inglese
Zone d'influenza economica francese

Filippo IV acquistò la contea di Chartres, la dipendenza di Montpellier, la signoria di Beaugency, la contea della Marca, la viscontea di Soule e Mauléon, la contea di Bigorre. Inoltre estese verso est la sovranità regale fino all'Ostrevent, sulla dipendenza di Barrois, su Toul e Verdun, Lione e Viviers. A questo punto al di fuori del dominio capetingio rimanevano solo la Borgogna, la Bretagna, la Guienna e la Fiandra.
In Italia, l'influenza della monarchia capetingia si impose tramite un ramo cadetto dei D'Angiò, che governava sul regno di Napoli, pur avendo perso la Sicilia. In seguito, Filippo IV riprese il vecchio progetto di invasione dell'Inghilterra. A est, l'influenza francese cominciò a estendersi anche nelle terre imperiali: grazie all'annessione del regno di Navarra, la Francia era entrata in diretto contatto con i possedimenti dell'Impero, dove alcuni principi divennero alleati, se non vassalli di Filippo VI.

## Il potere taumaturgo
I Capetingi prima, e poi i Plantageneti in seguito in area britannica, sono state le uniche dinastie di regnanti europei che hanno mantenuto viva per secoli l'idea che i loro sovrani avessero la capacità di guarire i malati (potere taumaturgico). Pare che nessuna delle precedenti dinastie franche abbia posseduto o praticato qualche particolare potere guaritore.
Le origini ancestrali di questo mito risalgono alle antiche popolazioni germaniche, presso le quali, i re non erano eletti, ma scelti da alcune famiglie, che si riteneva essere dotate ereditariamente di una virtù sacra, quasi fossero degli esseri divini. Con l'avvento del cristianesimo e la scomparsa del paganesimo, però, i re del VII secolo divennero dei semplici laici, ma è probabile che le vecchie idee siano rimaste nella coscienza popolare. Più tardi con Carlo Magno venne istituito una nuova sacralità regale, però nella figura dell'imperatore cristiano.
Una nuova istituzione consacrava i sovrani al momento dell'avvento al trono, l'unzione, apparsa tra il VII e il VIII secolo. Non si tratta però di un gesto completamente inedito: già alcuni antichi popoli d'Oriente, che consideravano i loro re come esseri sacri, tenevano una cerimonia in cui, al loro avvento al trono, i re erano unti su alcune parti del corpo con un olio precedentemente santificato. Il primo re di Francia a ricevere l'unzione fu Pipino il Breve: quando prese il potere nel 715, egli sentì il bisogno legittimare quella che di fatto era un'usurpazione. I precedenti sovrani, agli occhi dei fedeli, avevano ancora un aspetto mistico che li legava alle vecchie reminiscenze sui re germanici; con l'unzione, però, anche la nuova dinastia, si ammanta di un'aura sacra e religiosa.
Con Carlo Magno alla consacrazione venne aggiunta l'incoronazione, nella quale il papa, pone sul capo del re una corona, proclamandolo imperatore. Fu poi suo figlio, Ludovico il Pio, a ricevere per la prima volta come imperatore il segno dell'olio benedetto insieme alla corona dalle mani di papa Stefano IV, a Reims nell'816. Da allora i due gesti divennero pressoché inseparabili: il re, unto e incoronato, diventa "Cristi del Signore", vessillifero della causa cristiana, protettore dei fedeli a re-sacerdote capace di compiere miracoli.
Roberto il Pio fu il primo di una lunga serie di re taumaturghi. Come Pipino, anche il padre di Roberto, Ugo Capeto, aveva usurpato il potere dell'ultimo discendente dei Carolingi, e la nuova dinastia necessitava urgentemente di una legittimazione. Così anche i Capetingi ricorsero all'unzione regia, a cui però si aggiunse l'apparizione del potere guaritore. Roberto il Pio aveva fama di essere un uomo pietoso e questa qualità personale deve essere stato l'elemento che ha consentito poi di attribuirgli le doti taumaturgiche che tipicamente venivano riconosciute ai santi. A corte si sforzarono diffondere le fama delle sue virtù curative, anche con l'intento politico di far crescere il prestigio di una dinastia appena instauratasi.
I sudditi ritenevano che Roberto il Pio fosse "capace" di guarire qualsiasi malato; ma, a partire da Filippo I, i re capetingi cominciano a specializzarsi nella sola cura delle scrofole, conosciute anche come "mal le roi". E quella di toccare i malati divenne per i re di Francia una pratica abitudinaria, nella quale i due gesti del "tocco" e del segno della croce sui malati diventano due gesti tradizionali. Gradualmente cominciarono a diffondersi ore, giorni o occasioni prestabilite entro le quali il re riceveva i malati; e, a partire dal XV secolo, si prese l'abitudine ad assicurarsi che solo gli scrofolosi fossero ammessi alla presenza del re. Ai malati veniva poi dato del denaro alla fine di ogni pratica curativa.
Il potere guaritore non è più un dono personale, ma una capacità che si trasmette di padre in figlio, una prerogativa di una dinastia. Ben presto questo dono non era più esteso a tutta la stirpe, ma solo il primogenito, l'erede al trono, poteva fare miracoli. Questo è un riflesso di quella tendenza al diritto di primogenitura che verso l'anno 1000 cominciò a caratterizzare le casate francese e inglesi. Man mano che queste pratiche si consolidarono e si aggiungevano alle altre, i re di Francia accrebbero la loro sacralità e il loro prestigio.

## Relazioni dinastiche franche
| Arnolfingi | Arnolfingi | Arnolfingi | Arnolfingi | Arnolfingi | Arnolfingi | Pipinidi | Pipinidi | Pipinidi | Pipinidi | Pipinidi | Pipinidi | Merovingi | Merovingi | Merovingi | Merovingi | Merovingi | Merovingi | Robertingi | Robertingi | Robertingi | Robertingi | Robertingi | Robertingi | Carolingi | Carolingi | Carolingi | Carolingi | Carolingi | Carolingi | Geroldini | Geroldini | Geroldini | Geroldini | Geroldini | Geroldini | Welfen | Welfen | Welfen | Welfen | Welfen | Welfen | Unrochingi | Unrochingi | Unrochingi | Unrochingi | Unrochingi | Unrochingi | Popponidi | Popponidi | Popponidi | Popponidi | Popponidi | Popponidi | Ottoniani | Ottoniani | Ottoniani | Ottoniani | Ottoniani | Ottoniani | Capetingi | Capetingi | Capetingi | Capetingi | Capetingi | Capetingi |  |  |

| Imperator Romanorum (Impero carolingio) | Imperator Romanorum (Impero carolingio) | Imperator Romanorum (Impero carolingio) | Imperator Romanorum (Impero carolingio) | Imperator Romanorum (Impero carolingio) | Imperator Romanorum (Impero carolingio) | Imperator Romanorum (Sacro Romano Impero) | Imperator Romanorum (Sacro Romano Impero) | Imperator Romanorum (Sacro Romano Impero) | Imperator Romanorum (Sacro Romano Impero) | Imperator Romanorum (Sacro Romano Impero) | Imperator Romanorum (Sacro Romano Impero) |  |  |

|  |  |  |  |  |  |  |  |                           |                           |                           |                           |                                |                                |                                |                                |                                 |                                 |                                 |                                 |                                 |                                 |                           |                           |                                        |                                        |                                        |                                        |                                        |                                        |                                |                                |                           |                           |                                 |                                 |                                 |                                 |                                 |                                 |                                |                                |                                |                                |                             |                             |                             |                             |                              |                              |                              |                              |                              |                              |                               |                          |                            |                            |                            |                            |                            |                            |  |  |  |  |  |  |  |  |  |  |  |  |
|  |  |  |  |  |  |  |  |                           |                           |                           |                           |                                |                                |                                |                                |                                 |                                 |                                 |                                 |                                 |                                 |                           |                           |                                        |                                        |                                        |                                        |                                        |                                        |                                |                                | Arnolfo di Metz *582 †641 | Arnolfo di Metz *582 †641 | Arnolfo di Metz *582 †641       | Arnolfo di Metz *582 †641       | Arnolfo di Metz *582 †641       | Arnolfo di Metz *582 †641       |                                 |                                 | Doda di Metz *? †?             | Doda di Metz *? †?             | Doda di Metz *? †?             | Doda di Metz *? †?             | Doda di Metz *? †?          | Doda di Metz *? †?          |                             |                             | Pipino di Landen *? †640/647 | Pipino di Landen *? †640/647 | Pipino di Landen *? †640/647 | Pipino di Landen *? †640/647 | Pipino di Landen *? †640/647 | Pipino di Landen *? †640/647 |                               |                          | Itta di Nivelles *592 †657 | Itta di Nivelles *592 †657 | Itta di Nivelles *592 †657 | Itta di Nivelles *592 †657 | Itta di Nivelles *592 †657 | Itta di Nivelles *592 †657 |  |  |  |  |  |  |  |  |  |  |  |  |
|  |  |  |  |  |  |  |  |                           |                           |                           |                           |                                |                                |                                |                                |                                 |                                 |                                 |                                 |                                 |                                 |                           |                           |                                        |                                        |                                        |                                        |                                        |                                        |                                |                                | Arnolfo di Metz *582 †641 | Arnolfo di Metz *582 †641 | Arnolfo di Metz *582 †641       | Arnolfo di Metz *582 †641       | Arnolfo di Metz *582 †641       | Arnolfo di Metz *582 †641       |                                 |                                 | Doda di Metz *? †?             | Doda di Metz *? †?             | Doda di Metz *? †?             | Doda di Metz *? †?             | Doda di Metz *? †?          | Doda di Metz *? †?          |                             |                             | Pipino di Landen *? †640/647 | Pipino di Landen *? †640/647 | Pipino di Landen *? †640/647 | Pipino di Landen *? †640/647 | Pipino di Landen *? †640/647 | Pipino di Landen *? †640/647 |                               |                          | Itta di Nivelles *592 †657 | Itta di Nivelles *592 †657 | Itta di Nivelles *592 †657 | Itta di Nivelles *592 †657 | Itta di Nivelles *592 †657 | Itta di Nivelles *592 †657 |  |  |  |  |  |  |  |  |  |  |  |  |
|  |  |  |  |  |  |  |  |                           |                           |                           |                           |                                |                                |                                |                                |                                 |                                 |                                 |                                 |                                 |                                 |                           |                           |                                        |                                        |                                        |                                        |                                        |                                        |                                |                                |                           |                           |                                 |                                 |                                 |                                 |                                 |                                 |                                |                                |                                |                                |                             |                             |                             |                             |                              |                              |                              |                              |                              |                              |                               |                          |                            |                            |                            |                            |                            |                            |  |  |  |  |  |  |  |  |  |  |  |  |
|  |  |  |  |  |  |  |  |                           |                           |                           |                           |                                |                                |                                |                                |                                 |                                 | Teodorico III *~651 †~691       | Teodorico III *~651 †~691       | Teodorico III *~651 †~691       | Teodorico III *~651 †~691       | Teodorico III *~651 †~691 | Teodorico III *~651 †~691 |                                        |                                        |                                        |                                        |                                        |                                        |                                |                                |                           |                           |                                 |                                 | Ansegiso *612 †685              | Ansegiso *612 †685              | Ansegiso *612 †685              | Ansegiso *612 †685              | Ansegiso *612 †685             | Ansegiso *612 †685             |                                |                                |                             |                             |                             |                             |                              |                              |                              |                              | Begga *~615 †698             | Begga *~615 †698             | Begga *~615 †698              | Begga *~615 †698         | Begga *~615 †698           | Begga *~615 †698           |                            |                            |                            |                            |  |  |  |  |  |  |  |  |  |  |  |  |
|  |  |  |  |  |  |  |  |                           |                           |                           |                           |                                |                                |                                |                                |                                 |                                 | Teodorico III *~651 †~691       | Teodorico III *~651 †~691       | Teodorico III *~651 †~691       | Teodorico III *~651 †~691       | Teodorico III *~651 †~691 | Teodorico III *~651 †~691 |                                        |                                        |                                        |                                        |                                        |                                        |                                |                                |                           |                           |                                 |                                 | Ansegiso *612 †685              | Ansegiso *612 †685              | Ansegiso *612 †685              | Ansegiso *612 †685              | Ansegiso *612 †685             | Ansegiso *612 †685             |                                |                                |                             |                             |                             |                             |                              |                              |                              |                              | Begga *~615 †698             | Begga *~615 †698             | Begga *~615 †698              | Begga *~615 †698         | Begga *~615 †698           | Begga *~615 †698           |                            |                            |                            |                            |  |  |  |  |  |  |  |  |  |  |  |  |
|  |  |  |  |  |  |  |  |                           |                           |                           |                           |                                |                                |                                |                                |                                 |                                 |                                 |                                 |                                 |                                 |                           |                           |                                        |                                        |                                        |                                        |                                        |                                        |                                |                                |                           |                           |                                 |                                 |                                 |                                 |                                 |                                 |                                |                                |                                |                                |                             |                             |                             |                             |                              |                              |                              |                              |                              |                              |                               |                          |                            |                            |                            |                            |                            |                            |  |  |  |  |  |  |  |  |  |  |  |  |
|  |  |  |  |  |  |  |  |                           |                           |                           |                           |                                |                                |                                |                                |                                 |                                 | Clotilde *~670                  | Clotilde *~670                  | Clotilde *~670                  | Clotilde *~670                  | Clotilde *~670            | Clotilde *~670            |                                        |                                        | Lamberto II di Hesbaye fl. 741         | Lamberto II di Hesbaye fl. 741         | Lamberto II di Hesbaye fl. 741         | Lamberto II di Hesbaye fl. 741         | Lamberto II di Hesbaye fl. 741 | Lamberto II di Hesbaye fl. 741 |                           |                           |                                 |                                 |                                 |                                 |                                 |                                 |                                |                                |                                |                                | Pipino di Herstal *635 †714 | Pipino di Herstal *635 †714 | Pipino di Herstal *635 †714 | Pipino di Herstal *635 †714 | Pipino di Herstal *635 †714  | Pipino di Herstal *635 †714  |                              |                              |                              |                              |                               |                          |                            |                            |                            |                            |                            |                            |  |  |  |  |  |  |  |  |  |  |  |  |
|  |  |  |  |  |  |  |  |                           |                           |                           |                           |                                |                                |                                |                                |                                 |                                 | Clotilde *~670                  | Clotilde *~670                  | Clotilde *~670                  | Clotilde *~670                  | Clotilde *~670            | Clotilde *~670            |                                        |                                        | Lamberto II di Hesbaye fl. 741         | Lamberto II di Hesbaye fl. 741         | Lamberto II di Hesbaye fl. 741         | Lamberto II di Hesbaye fl. 741         | Lamberto II di Hesbaye fl. 741 | Lamberto II di Hesbaye fl. 741 |                           |                           |                                 |                                 |                                 |                                 |                                 |                                 |                                |                                |                                |                                | Pipino di Herstal *635 †714 | Pipino di Herstal *635 †714 | Pipino di Herstal *635 †714 | Pipino di Herstal *635 †714 | Pipino di Herstal *635 †714  | Pipino di Herstal *635 †714  |                              |                              |                              |                              |                               |                          |                            |                            |                            |                            |                            |                            |  |  |  |  |  |  |  |  |  |  |  |  |
|  |  |  |  |  |  |  |  |                           |                           |                           |                           |                                |                                |                                |                                |                                 |                                 |                                 |                                 |                                 |                                 |                           |                           |                                        |                                        |                                        |                                        |                                        |                                        |                                |                                |                           |                           |                                 |                                 |                                 |                                 |                                 |                                 |                                |                                |                                |                                |                             |                             |                             |                             |                              |                              |                              |                              |                              |                              |                               |                          |                            |                            |                            |                            |                            |                            |  |  |  |  |  |  |  |  |  |  |  |  |
|  |  |  |  |  |  |  |  |                           |                           |                           |                           |                                |                                |                                |                                |                                 |                                 |                                 |                                 |                                 |                                 |                           |                           |                                        |                                        |                                        |                                        |                                        |                                        |                                |                                |                           |                           |                                 |                                 |                                 |                                 |                                 |                                 |                                |                                |                                |                                |                             |                             |                             |                             |                              |                              |                              |                              |                              |                              |                               |                          |                            |                            |                            |                            |                            |                            |  |  |  |  |  |  |  |  |  |  |  |  |
|  |  |  |  |  |  |  |  | Roberto I fl. 764         | Roberto I fl. 764         | Roberto I fl. 764         | Roberto I fl. 764         | Roberto I fl. 764              | Roberto I fl. 764              |                                |                                |                                 |                                 |                                 |                                 |                                 |                                 |                           |                           |                                        |                                        |                                        |                                        |                                        |                                        |                                |                                |                           |                           |                                 |                                 | Rotrude di Treviri *~690 †725   | Rotrude di Treviri *~690 †725   | Rotrude di Treviri *~690 †725   | Rotrude di Treviri *~690 †725   | Rotrude di Treviri *~690 †725  | Rotrude di Treviri *~690 †725  |                                |                                | Carlo Martello *689 †741    | Carlo Martello *689 †741    | Carlo Martello *689 †741    | Carlo Martello *689 †741    | Carlo Martello *689 †741     | Carlo Martello *689 †741     |                              |                              |                              |                              |                               |                          |                            |                            |                            |                            |                            |                            |  |  |  |  |  |  |  |  |  |  |  |  |
|  |  |  |  |  |  |  |  | Roberto I fl. 764         | Roberto I fl. 764         | Roberto I fl. 764         | Roberto I fl. 764         | Roberto I fl. 764              | Roberto I fl. 764              |                                |                                |                                 |                                 |                                 |                                 |                                 |                                 |                           |                           |                                        |                                        |                                        |                                        |                                        |                                        |                                |                                |                           |                           |                                 |                                 | Rotrude di Treviri *~690 †725   | Rotrude di Treviri *~690 †725   | Rotrude di Treviri *~690 †725   | Rotrude di Treviri *~690 †725   | Rotrude di Treviri *~690 †725  | Rotrude di Treviri *~690 †725  |                                |                                | Carlo Martello *689 †741    | Carlo Martello *689 †741    | Carlo Martello *689 †741    | Carlo Martello *689 †741    | Carlo Martello *689 †741     | Carlo Martello *689 †741     |                              |                              |                              |                              |                               |                          |                            |                            |                            |                            |                            |                            |  |  |  |  |  |  |  |  |  |  |  |  |
|  |  |  |  |  |  |  |  |                           |                           |                           |                           |                                |                                |                                |                                |                                 |                                 |                                 |                                 |                                 |                                 |                           |                           |                                        |                                        |                                        |                                        |                                        |                                        |                                |                                |                           |                           |                                 |                                 |                                 |                                 |                                 |                                 |                                |                                |                                |                                |                             |                             |                             |                             |                              |                              |                              |                              |                              |                              |                               |                          |                            |                            |                            |                            |                            |                            |  |  |  |  |  |  |  |  |  |  |  |  |
|  |  |  |  |  |  |  |  | Turimberto *? † post 770  | Turimberto *? † post 770  | Turimberto *? † post 770  | Turimberto *? † post 770  | Turimberto *? † post 770       | Turimberto *? † post 770       |                                |                                |                                 |                                 |                                 |                                 |                                 |                                 |                           |                           | Geroldo di Vintzgau *? † post 784/798  | Geroldo di Vintzgau *? † post 784/798  | Geroldo di Vintzgau *? † post 784/798  | Geroldo di Vintzgau *? † post 784/798  | Geroldo di Vintzgau *? † post 784/798  | Geroldo di Vintzgau *? † post 784/798  |                                |                                |                           |                           |                                 |                                 |                                 |                                 |                                 |                                 | Pipino il Breve *714 †768      | Pipino il Breve *714 †768      | Pipino il Breve *714 †768      | Pipino il Breve *714 †768      | Pipino il Breve *714 †768   | Pipino il Breve *714 †768   |                             |                             |                              |                              |                              |                              |                              |                              |                               |                          |                            |                            |                            |                            |                            |                            |  |  |  |  |  |  |  |  |  |  |  |  |
|  |  |  |  |  |  |  |  | Turimberto *? † post 770  | Turimberto *? † post 770  | Turimberto *? † post 770  | Turimberto *? † post 770  | Turimberto *? † post 770       | Turimberto *? † post 770       |                                |                                |                                 |                                 |                                 |                                 |                                 |                                 |                           |                           | Geroldo di Vintzgau *? † post 784/798  | Geroldo di Vintzgau *? † post 784/798  | Geroldo di Vintzgau *? † post 784/798  | Geroldo di Vintzgau *? † post 784/798  | Geroldo di Vintzgau *? † post 784/798  | Geroldo di Vintzgau *? † post 784/798  |                                |                                |                           |                           |                                 |                                 |                                 |                                 |                                 |                                 | Pipino il Breve *714 †768      | Pipino il Breve *714 †768      | Pipino il Breve *714 †768      | Pipino il Breve *714 †768      | Pipino il Breve *714 †768   | Pipino il Breve *714 †768   |                             |                             |                              |                              |                              |                              |                              |                              |                               |                          |                            |                            |                            |                            |                            |                            |  |  |  |  |  |  |  |  |  |  |  |  |
|  |  |  |  |  |  |  |  |                           |                           |                           |                           |                                |                                |                                |                                |                                 |                                 |                                 |                                 |                                 |                                 |                           |                           |                                        |                                        |                                        |                                        |                                        |                                        |                                |                                |                           |                           |                                 |                                 |                                 |                                 |                                 |                                 |                                |                                |                                |                                |                             |                             |                             |                             |                              |                              |                              |                              |                              |                              |                               |                          |                            |                            |                            |                            |                            |                            |  |  |  |  |  |  |  |  |  |  |  |  |
|  |  |  |  |  |  |  |  | Roberto II *770 †807      | Roberto II *770 †807      | Roberto II *770 †807      | Roberto II *770 †807      | Roberto II *770 †807           | Roberto II *770 †807           |                                |                                | Adriano d'Orléans *? † ante 821 | Adriano d'Orléans *? † ante 821 | Adriano d'Orléans *? † ante 821 | Adriano d'Orléans *? † ante 821 | Adriano d'Orléans *? † ante 821 | Adriano d'Orléans *? † ante 821 |                           |                           |                                        |                                        |                                        |                                        |                                        |                                        |                                |                                | Ildegarda *758 †783       | Ildegarda *758 †783       | Ildegarda *758 †783             | Ildegarda *758 †783             | Ildegarda *758 †783             | Ildegarda *758 †783             |                                 |                                 | Carlo Magno *742 †814          | Carlo Magno *742 †814          | Carlo Magno *742 †814          | Carlo Magno *742 †814          | Carlo Magno *742 †814       | Carlo Magno *742 †814       |                             |                             |                              |                              |                              |                              | Guelfo I *? †824/825         | Guelfo I *? †824/825         | Guelfo I *? †824/825          | Guelfo I *? †824/825     | Guelfo I *? †824/825       | Guelfo I *? †824/825       |                            |                            |                            |                            |  |  |  |  |  |  |  |  |  |  |  |  |
|  |  |  |  |  |  |  |  | Roberto II *770 †807      | Roberto II *770 †807      | Roberto II *770 †807      | Roberto II *770 †807      | Roberto II *770 †807           | Roberto II *770 †807           |                                |                                | Adriano d'Orléans *? † ante 821 | Adriano d'Orléans *? † ante 821 | Adriano d'Orléans *? † ante 821 | Adriano d'Orléans *? † ante 821 | Adriano d'Orléans *? † ante 821 | Adriano d'Orléans *? † ante 821 |                           |                           |                                        |                                        |                                        |                                        |                                        |                                        |                                |                                | Ildegarda *758 †783       | Ildegarda *758 †783       | Ildegarda *758 †783             | Ildegarda *758 †783             | Ildegarda *758 †783             | Ildegarda *758 †783             |                                 |                                 | Carlo Magno *742 †814          | Carlo Magno *742 †814          | Carlo Magno *742 †814          | Carlo Magno *742 †814          | Carlo Magno *742 †814       | Carlo Magno *742 †814       |                             |                             |                              |                              |                              |                              | Guelfo I *? †824/825         | Guelfo I *? †824/825         | Guelfo I *? †824/825          | Guelfo I *? †824/825     | Guelfo I *? †824/825       | Guelfo I *? †824/825       |                            |                            |                            |                            |  |  |  |  |  |  |  |  |  |  |  |  |
|  |  |  |  |  |  |  |  |                           |                           |                           |                           |                                |                                |                                |                                |                                 |                                 |                                 |                                 |                                 |                                 |                           |                           |                                        |                                        |                                        |                                        |                                        |                                        |                                |                                |                           |                           |                                 |                                 |                                 |                                 |                                 |                                 |                                |                                |                                |                                |                             |                             |                             |                             |                              |                              |                              |                              |                              |                              |                               |                          |                            |                            |                            |                            |                            |                            |  |  |  |  |  |  |  |  |  |  |  |  |
|  |  |  |  |  |  |  |  |                           |                           |                           |                           |                                |                                |                                |                                |                                 |                                 |                                 |                                 |                                 |                                 |                           |                           |                                        |                                        |                                        |                                        |                                        |                                        |                                |                                |                           |                           |                                 |                                 |                                 |                                 |                                 |                                 |                                |                                |                                |                                |                             |                             |                             |                             |                              |                              |                              |                              |                              |                              |                               |                          |                            |                            |                            |                            |                            |                            |  |  |  |  |  |  |  |  |  |  |  |  |
|  |  |  |  |  |  |  |  | Roberto III *781/790 †834 | Roberto III *781/790 †834 | Roberto III *781/790 †834 | Roberto III *781/790 †834 | Roberto III *781/790 †834      | Roberto III *781/790 †834      |                                |                                | Wiltrude *795 †834              | Wiltrude *795 †834              | Wiltrude *795 †834              | Wiltrude *795 †834              | Wiltrude *795 †834              | Wiltrude *795 †834              |                           |                           | Pipino d'Italia *777 †810              | Pipino d'Italia *777 †810              | Pipino d'Italia *777 †810              | Pipino d'Italia *777 †810              | Pipino d'Italia *777 †810              | Pipino d'Italia *777 †810              |                                |                                |                           |                           |                                 |                                 |                                 |                                 |                                 |                                 |                                |                                |                                |                                | Ludovico il Pio *778 †840   | Ludovico il Pio *778 †840   | Ludovico il Pio *778 †840   | Ludovico il Pio *778 †840   | Ludovico il Pio *778 †840    | Ludovico il Pio *778 †840    |                              |                              | Giuditta *800/805 †843       | Giuditta *800/805 †843       | Giuditta *800/805 †843        | Giuditta *800/805 †843   | Giuditta *800/805 †843     | Giuditta *800/805 †843     |                            |                            |                            |                            |  |  |  |  |  |  |  |  |  |  |  |  |
|  |  |  |  |  |  |  |  | Roberto III *781/790 †834 | Roberto III *781/790 †834 | Roberto III *781/790 †834 | Roberto III *781/790 †834 | Roberto III *781/790 †834      | Roberto III *781/790 †834      |                                |                                | Wiltrude *795 †834              | Wiltrude *795 †834              | Wiltrude *795 †834              | Wiltrude *795 †834              | Wiltrude *795 †834              | Wiltrude *795 †834              |                           |                           | Pipino d'Italia *777 †810              | Pipino d'Italia *777 †810              | Pipino d'Italia *777 †810              | Pipino d'Italia *777 †810              | Pipino d'Italia *777 †810              | Pipino d'Italia *777 †810              |                                |                                |                           |                           |                                 |                                 |                                 |                                 |                                 |                                 |                                |                                |                                |                                | Ludovico il Pio *778 †840   | Ludovico il Pio *778 †840   | Ludovico il Pio *778 †840   | Ludovico il Pio *778 †840   | Ludovico il Pio *778 †840    | Ludovico il Pio *778 †840    |                              |                              | Giuditta *800/805 †843       | Giuditta *800/805 †843       | Giuditta *800/805 †843        | Giuditta *800/805 †843   | Giuditta *800/805 †843     | Giuditta *800/805 †843     |                            |                            |                            |                            |  |  |  |  |  |  |  |  |  |  |  |  |
|  |  |  |  |  |  |  |  |                           |                           |                           |                           |                                |                                |                                |                                |                                 |                                 |                                 |                                 |                                 |                                 |                           |                           |                                        |                                        |                                        |                                        |                                        |                                        |                                |                                |                           |                           |                                 |                                 |                                 |                                 |                                 |                                 |                                |                                |                                |                                |                             |                             |                             |                             |                              |                              |                              |                              |                              |                              |                               |                          |                            |                            |                            |                            |                            |                            |  |  |  |  |  |  |  |  |  |  |  |  |
|  |  |  |  |  |  |  |  |                           |                           |                           |                           |                                |                                |                                |                                |                                 |                                 |                                 |                                 |                                 |                                 |                           |                           |                                        |                                        |                                        |                                        |                                        |                                        |                                |                                |                           |                           |                                 |                                 |                                 |                                 |                                 |                                 |                                |                                |                                |                                |                             |                             |                             |                             |                              |                              |                              |                              |                              |                              |                               |                          |                            |                            |                            |                            |                            |                            |  |  |  |  |  |  |  |  |  |  |  |  |
|  |  |  |  |  |  |  |  |                           |                           |                           |                           |                                |                                |                                |                                |                                 |                                 |                                 |                                 |                                 |                                 |                           |                           | Bernardo d'Italia *797 †818            | Bernardo d'Italia *797 †818            | Bernardo d'Italia *797 †818            | Bernardo d'Italia *797 †818            | Bernardo d'Italia *797 †818            | Bernardo d'Italia *797 †818            |                                |                                |                           |                           | Eberardo del Friuli *~820 †866  | Eberardo del Friuli *~820 †866  | Eberardo del Friuli *~820 †866  | Eberardo del Friuli *~820 †866  | Eberardo del Friuli *~820 †866  | Eberardo del Friuli *~820 †866  |                                |                                | Gisella *818/820 †876          | Gisella *818/820 †876          | Gisella *818/820 †876       | Gisella *818/820 †876       | Gisella *818/820 †876       | Gisella *818/820 †876       |                              |                              |                              |                              |                              |                              | Carlo il Calvo *823 †877      | Carlo il Calvo *823 †877 | Carlo il Calvo *823 †877   | Carlo il Calvo *823 †877   | Carlo il Calvo *823 †877   | Carlo il Calvo *823 †877   |                            |                            |  |  |  |  |  |  |  |  |  |  |  |  |
|  |  |  |  |  |  |  |  |                           |                           |                           |                           |                                |                                |                                |                                |                                 |                                 |                                 |                                 |                                 |                                 |                           |                           | Bernardo d'Italia *797 †818            | Bernardo d'Italia *797 †818            | Bernardo d'Italia *797 †818            | Bernardo d'Italia *797 †818            | Bernardo d'Italia *797 †818            | Bernardo d'Italia *797 †818            |                                |                                |                           |                           | Eberardo del Friuli *~820 †866  | Eberardo del Friuli *~820 †866  | Eberardo del Friuli *~820 †866  | Eberardo del Friuli *~820 †866  | Eberardo del Friuli *~820 †866  | Eberardo del Friuli *~820 †866  |                                |                                | Gisella *818/820 †876          | Gisella *818/820 †876          | Gisella *818/820 †876       | Gisella *818/820 †876       | Gisella *818/820 †876       | Gisella *818/820 †876       |                              |                              |                              |                              |                              |                              | Carlo il Calvo *823 †877      | Carlo il Calvo *823 †877 | Carlo il Calvo *823 †877   | Carlo il Calvo *823 †877   | Carlo il Calvo *823 †877   | Carlo il Calvo *823 †877   |                            |                            |  |  |  |  |  |  |  |  |  |  |  |  |
|  |  |  |  |  |  |  |  |                           |                           |                           |                           |                                |                                |                                |                                |                                 |                                 |                                 |                                 |                                 |                                 |                           |                           |                                        |                                        |                                        |                                        |                                        |                                        |                                |                                |                           |                           |                                 |                                 |                                 |                                 |                                 |                                 |                                |                                |                                |                                |                             |                             |                             |                             |                              |                              |                              |                              |                              |                              |                               |                          |                            |                            |                            |                            |                            |                            |  |  |  |  |  |  |  |  |  |  |  |  |
|  |  |  |  |  |  |  |  |                           |                           |                           |                           |                                |                                |                                |                                |                                 |                                 |                                 |                                 |                                 |                                 |                           |                           | Pipino I di Vermandois *~815 †post 850 | Pipino I di Vermandois *~815 †post 850 | Pipino I di Vermandois *~815 †post 850 | Pipino I di Vermandois *~815 †post 850 | Pipino I di Vermandois *~815 †post 850 | Pipino I di Vermandois *~815 †post 850 |                                |                                |                           |                           |                                 |                                 |                                 |                                 | Ingeltrude *? †?                | Ingeltrude *? †?                | Ingeltrude *? †?               | Ingeltrude *? †?               | Ingeltrude *? †?               | Ingeltrude *? †?               |                             |                             | Enrico di Franconia *? †886 | Enrico di Franconia *? †886 | Enrico di Franconia *? †886  | Enrico di Franconia *? †886  | Enrico di Franconia *? †886  | Enrico di Franconia *? †886  |                              |                              |                               |                          |                            |                            |                            |                            |                            |                            |  |  |  |  |  |  |  |  |  |  |  |  |
|  |  |  |  |  |  |  |  |                           |                           |                           |                           |                                |                                |                                |                                |                                 |                                 |                                 |                                 |                                 |                                 |                           |                           | Pipino I di Vermandois *~815 †post 850 | Pipino I di Vermandois *~815 †post 850 | Pipino I di Vermandois *~815 †post 850 | Pipino I di Vermandois *~815 †post 850 | Pipino I di Vermandois *~815 †post 850 | Pipino I di Vermandois *~815 †post 850 |                                |                                |                           |                           |                                 |                                 |                                 |                                 | Ingeltrude *? †?                | Ingeltrude *? †?                | Ingeltrude *? †?               | Ingeltrude *? †?               | Ingeltrude *? †?               | Ingeltrude *? †?               |                             |                             | Enrico di Franconia *? †886 | Enrico di Franconia *? †886 | Enrico di Franconia *? †886  | Enrico di Franconia *? †886  | Enrico di Franconia *? †886  | Enrico di Franconia *? †886  |                              |                              |                               |                          |                            |                            |                            |                            |                            |                            |  |  |  |  |  |  |  |  |  |  |  |  |
|  |  |  |  |  |  |  |  |                           |                           |                           |                           |                                |                                |                                |                                |                                 |                                 |                                 |                                 |                                 |                                 |                           |                           |                                        |                                        |                                        |                                        |                                        |                                        |                                |                                |                           |                           |                                 |                                 |                                 |                                 |                                 |                                 |                                |                                |                                |                                |                             |                             |                             |                             |                              |                              |                              |                              |                              |                              | Luigi II di Francia *846 †879 |                          |                            |                            |                            |                            |                            |                            |  |  |  |  |  |  |  |  |  |  |  |  |
|  |  |  |  |  |  |  |  |                           |                           |                           |                           | Roberto il Forte *820 †866     | Roberto il Forte *820 †866     | Roberto il Forte *820 †866     | Roberto il Forte *820 †866     | Roberto il Forte *820 †866      | Roberto il Forte *820 †866      |                                 |                                 |                                 |                                 |                           |                           | Erberto I *? †907                      | Erberto I *? †907                      | Erberto I *? †907                      | Erberto I *? †907                      | Erberto I *? †907                      | Erberto I *? †907                      |                                |                                |                           |                           | Ottone I di Sassonia *~851 †912 | Ottone I di Sassonia *~851 †912 | Ottone I di Sassonia *~851 †912 | Ottone I di Sassonia *~851 †912 | Ottone I di Sassonia *~851 †912 | Ottone I di Sassonia *~851 †912 |                                |                                | Edvige *856 †903               | Edvige *856 †903               | Edvige *856 †903            | Edvige *856 †903            | Edvige *856 †903            | Edvige *856 †903            |                              |                              |                              |                              |                              |                              |                               |                          |                            |                            |                            |                            |                            |                            |  |  |  |  |  |  |  |  |  |  |  |  |
|  |  |  |  |  |  |  |  |                           |                           |                           |                           | Roberto il Forte *820 †866     | Roberto il Forte *820 †866     | Roberto il Forte *820 †866     | Roberto il Forte *820 †866     | Roberto il Forte *820 †866      | Roberto il Forte *820 †866      |                                 |                                 |                                 |                                 |                           |                           | Erberto I *? †907                      | Erberto I *? †907                      | Erberto I *? †907                      | Erberto I *? †907                      | Erberto I *? †907                      | Erberto I *? †907                      |                                |                                |                           |                           | Ottone I di Sassonia *~851 †912 | Ottone I di Sassonia *~851 †912 | Ottone I di Sassonia *~851 †912 | Ottone I di Sassonia *~851 †912 | Ottone I di Sassonia *~851 †912 | Ottone I di Sassonia *~851 †912 |                                |                                | Edvige *856 †903               | Edvige *856 †903               | Edvige *856 †903            | Edvige *856 †903            | Edvige *856 †903            | Edvige *856 †903            |                              |                              |                              |                              |                              |                              |                               |                          |                            |                            |                            |                            |                            |                            |  |  |  |  |  |  |  |  |  |  |  |  |
|  |  |  |  |  |  |  |  |                           |                           |                           |                           |                                |                                |                                |                                |                                 |                                 |                                 |                                 |                                 |                                 |                           |                           |                                        |                                        |                                        |                                        |                                        |                                        |                                |                                |                           |                           |                                 |                                 |                                 |                                 |                                 |                                 |                                |                                |                                |                                |                             |                             |                             |                             |                              |                              |                              |                              |                              |                              |                               |                          |                            |                            |                            |                            |                            |                            |  |  |  |  |  |  |  |  |  |  |  |  |
|  |  |  |  |  |  |  |  |                           |                           |                           |                           | Roberto I di Francia *866 †923 | Roberto I di Francia *866 †923 | Roberto I di Francia *866 †923 | Roberto I di Francia *866 †923 | Roberto I di Francia *866 †923  | Roberto I di Francia *866 †923  |                                 |                                 |                                 |                                 |                           |                           | Beatrice *~880 † post 931              | Beatrice *~880 † post 931              | Beatrice *~880 † post 931              | Beatrice *~880 † post 931              | Beatrice *~880 † post 931              | Beatrice *~880 † post 931              |                                |                                |                           |                           |                                 |                                 |                                 |                                 | Enrico I *876 †936              | Enrico I *876 †936              | Enrico I *876 †936             | Enrico I *876 †936             | Enrico I *876 †936             | Enrico I *876 †936             |                             |                             |                             |                             |                              |                              |                              |                              |                              |                              | Carlo III *879 †929           | Carlo III *879 †929      | Carlo III *879 †929        | Carlo III *879 †929        | Carlo III *879 †929        | Carlo III *879 †929        |                            |                            |  |  |  |  |  |  |  |  |  |  |  |  |
|  |  |  |  |  |  |  |  |                           |                           |                           |                           | Roberto I di Francia *866 †923 | Roberto I di Francia *866 †923 | Roberto I di Francia *866 †923 | Roberto I di Francia *866 †923 | Roberto I di Francia *866 †923  | Roberto I di Francia *866 †923  |                                 |                                 |                                 |                                 |                           |                           | Beatrice *~880 † post 931              | Beatrice *~880 † post 931              | Beatrice *~880 † post 931              | Beatrice *~880 † post 931              | Beatrice *~880 † post 931              | Beatrice *~880 † post 931              |                                |                                |                           |                           |                                 |                                 |                                 |                                 | Enrico I *876 †936              | Enrico I *876 †936              | Enrico I *876 †936             | Enrico I *876 †936             | Enrico I *876 †936             | Enrico I *876 †936             |                             |                             |                             |                             |                              |                              |                              |                              |                              |                              | Carlo III *879 †929           | Carlo III *879 †929      | Carlo III *879 †929        | Carlo III *879 †929        | Carlo III *879 †929        | Carlo III *879 †929        |                            |                            |  |  |  |  |  |  |  |  |  |  |  |  |
|  |  |  |  |  |  |  |  |                           |                           |                           |                           |                                |                                |                                |                                |                                 |                                 |                                 |                                 |                                 |                                 |                           |                           |                                        |                                        |                                        |                                        |                                        |                                        |                                |                                |                           |                           |                                 |                                 |                                 |                                 |                                 |                                 |                                |                                |                                |                                |                             |                             |                             |                             |                              |                              |                              |                              |                              |                              |                               |                          |                            |                            |                            |                            |                            |                            |  |  |  |  |  |  |  |  |  |  |  |  |
|  |  |  |  |  |  |  |  |                           |                           |                           |                           |                                |                                |                                |                                |                                 |                                 |                                 |                                 |                                 |                                 |                           |                           |                                        |                                        |                                        |                                        |                                        |                                        |                                |                                |                           |                           |                                 |                                 |                                 |                                 |                                 |                                 |                                |                                |                                |                                |                             |                             |                             |                             |                              |                              |                              |                              |                              |                              |                               |                          |                            |                            |                            |                            |                            |                            |  |  |  |  |  |  |  |  |  |  |  |  |
|  |  |  |  |  |  |  |  |                           |                           |                           |                           |                                |                                |                                |                                |                                 |                                 | Ugo il Grande *~898 †956        | Ugo il Grande *~898 †956        | Ugo il Grande *~898 †956        | Ugo il Grande *~898 †956        | Ugo il Grande *~898 †956  | Ugo il Grande *~898 †956  |                                        |                                        |                                        |                                        |                                        |                                        | Edvige *922 †~965              | Edvige *922 †~965              | Edvige *922 †~965         | Edvige *922 †~965         | Edvige *922 †~965               | Edvige *922 †~965               |                                 |                                 | Ottone I di Sassonia *912 †973  | Ottone I di Sassonia *912 †973  | Ottone I di Sassonia *912 †973 | Ottone I di Sassonia *912 †973 | Ottone I di Sassonia *912 †973 | Ottone I di Sassonia *912 †973 |                             |                             | Gerberga *913/14 †969       | Gerberga *913/14 †969       | Gerberga *913/14 †969        | Gerberga *913/14 †969        | Gerberga *913/14 †969        | Gerberga *913/14 †969        |                              |                              | Luigi IV *920 †954            | Luigi IV *920 †954       | Luigi IV *920 †954         | Luigi IV *920 †954         | Luigi IV *920 †954         | Luigi IV *920 †954         |                            |                            |  |  |  |  |  |  |  |  |  |  |  |  |
|  |  |  |  |  |  |  |  |                           |                           |                           |                           |                                |                                |                                |                                |                                 |                                 | Ugo il Grande *~898 †956        | Ugo il Grande *~898 †956        | Ugo il Grande *~898 †956        | Ugo il Grande *~898 †956        | Ugo il Grande *~898 †956  | Ugo il Grande *~898 †956  |                                        |                                        |                                        |                                        |                                        |                                        | Edvige *922 †~965              | Edvige *922 †~965              | Edvige *922 †~965         | Edvige *922 †~965         | Edvige *922 †~965               | Edvige *922 †~965               |                                 |                                 | Ottone I di Sassonia *912 †973  | Ottone I di Sassonia *912 †973  | Ottone I di Sassonia *912 †973 | Ottone I di Sassonia *912 †973 | Ottone I di Sassonia *912 †973 | Ottone I di Sassonia *912 †973 |                             |                             | Gerberga *913/14 †969       | Gerberga *913/14 †969       | Gerberga *913/14 †969        | Gerberga *913/14 †969        | Gerberga *913/14 †969        | Gerberga *913/14 †969        |                              |                              | Luigi IV *920 †954            | Luigi IV *920 †954       | Luigi IV *920 †954         | Luigi IV *920 †954         | Luigi IV *920 †954         | Luigi IV *920 †954         |                            |                            |  |  |  |  |  |  |  |  |  |  |  |  |
|  |  |  |  |  |  |  |  |                           |                           |                           |                           |                                |                                |                                |                                |                                 |                                 |                                 |                                 |                                 |                                 |                           |                           |                                        |                                        |                                        |                                        |                                        |                                        |                                |                                |                           |                           |                                 |                                 |                                 |                                 |                                 |                                 |                                |                                |                                |                                |                             |                             |                             |                             |                              |                              |                              |                              |                              |                              |                               |                          |                            |                            |                            |                            |                            |                            |  |  |  |  |  |  |  |  |  |  |  |  |
|  |  |  |  |  |  |  |  |                           |                           |                           |                           |                                |                                |                                |                                |                                 |                                 |                                 |                                 |                                 |                                 |                           |                           | Ugo Capeto *~940 †996                  | Ugo Capeto *~940 †996                  | Ugo Capeto *~940 †996                  | Ugo Capeto *~940 †996                  | Ugo Capeto *~940 †996                  | Ugo Capeto *~940 †996                  |                                |                                |                           |                           |                                 |                                 |                                 |                                 | Ottone II *~955 †983            | Ottone II *~955 †983            | Ottone II *~955 †983           | Ottone II *~955 †983           | Ottone II *~955 †983           | Ottone II *~955 †983           |                             |                             |                             |                             |                              |                              | Lotario *941 †986            | Lotario *941 †986            | Lotario *941 †986            | Lotario *941 †986            | Lotario *941 †986             | Lotario *941 †986        |                            |                            |                            |                            |                            |                            |  |  |  |  |  |  |  |  |  |  |  |  |
|  |  |  |  |  |  |  |  |                           |                           |                           |                           |                                |                                |                                |                                |                                 |                                 |                                 |                                 |                                 |                                 |                           |                           | Ugo Capeto *~940 †996                  | Ugo Capeto *~940 †996                  | Ugo Capeto *~940 †996                  | Ugo Capeto *~940 †996                  | Ugo Capeto *~940 †996                  | Ugo Capeto *~940 †996                  |                                |                                |                           |                           |                                 |                                 |                                 |                                 | Ottone II *~955 †983            | Ottone II *~955 †983            | Ottone II *~955 †983           | Ottone II *~955 †983           | Ottone II *~955 †983           | Ottone II *~955 †983           |                             |                             |                             |                             |                              |                              | Lotario *941 †986            | Lotario *941 †986            | Lotario *941 †986            | Lotario *941 †986            | Lotario *941 †986             | Lotario *941 †986        |                            |                            |                            |                            |                            |                            |  |  |  |  |  |  |  |  |  |  |  |  |
|  |  |  |  |  |  |  |  |                           |                           |                           |                           |                                |                                |                                |                                |                                 |                                 |                                 |                                 |                                 |                                 |                           |                           |                                        |                                        |                                        |                                        |                                        |                                        |                                |                                |                           |                           |                                 |                                 |                                 |                                 | Ottone III *980 †1002           | Ottone III *980 †1002           | Ottone III *980 †1002          | Ottone III *980 †1002          | Ottone III *980 †1002          | Ottone III *980 †1002          |                             |                             |                             |                             |                              |                              | Luigi V *~967 †987           | Luigi V *~967 †987           | Luigi V *~967 †987           | Luigi V *~967 †987           | Luigi V *~967 †987            | Luigi V *~967 †987       |                            |                            |                            |                            |                            |                            |  |  |  |  |  |  |  |  |  |  |  |  |
|  |  |  |  |  |  |  |  |                           |                           |                           |                           |                                |                                |                                |                                |                                 |                                 |                                 |                                 |                                 |                                 |                           |                           |                                        |                                        |                                        |                                        |                                        |                                        |                                |                                |                           |                           |                                 |                                 |                                 |                                 | Ottone III *980 †1002           | Ottone III *980 †1002           | Ottone III *980 †1002          | Ottone III *980 †1002          | Ottone III *980 †1002          | Ottone III *980 †1002          |                             |                             |                             |                             |                              |                              | Luigi V *~967 †987           | Luigi V *~967 †987           | Luigi V *~967 †987           | Luigi V *~967 †987           | Luigi V *~967 †987            | Luigi V *~967 †987       |                            |                            |                            |                            |                            |                            |  |  |  |  |  |  |  |  |  |  |  |  |
|  |  |  |  |  |  |  |  |                           |                           |                           |                           |                                |                                |                                |                                |                                 |                                 |                                 |                                 |                                 |                                 |                           |                           |                                        |                                        |                                        |                                        |                                        |                                        |                                |                                |                           |                           |                                 |                                 |                                 |                                 | Enrico II il Santo *~975 †1024  | Enrico II il Santo *~975 †1024  | Enrico II il Santo *~975 †1024 | Enrico II il Santo *~975 †1024 | Enrico II il Santo *~975 †1024 | Enrico II il Santo *~975 †1024 |                             |                             |                             |                             |                              |                              | Ugo Capeto                   | Ugo Capeto                   | Ugo Capeto                   | Ugo Capeto                   | Ugo Capeto                    | Ugo Capeto               |                            |                            |                            |                            |                            |                            |  |  |  |  |  |  |  |  |  |  |  |  |
|  |  |  |  |  |  |  |  |                           |                           |                           |                           |                                |                                |                                |                                |                                 |                                 |                                 |                                 |                                 |                                 |                           |                           |                                        |                                        |                                        |                                        |                                        |                                        |                                |                                |                           |                           |                                 |                                 |                                 |                                 | Enrico II il Santo *~975 †1024  | Enrico II il Santo *~975 †1024  | Enrico II il Santo *~975 †1024 | Enrico II il Santo *~975 †1024 | Enrico II il Santo *~975 †1024 | Enrico II il Santo *~975 †1024 |                             |                             |                             |                             |                              |                              | Ugo Capeto                   | Ugo Capeto                   | Ugo Capeto                   | Ugo Capeto                   | Ugo Capeto                    | Ugo Capeto               |                            |                            |                            |                            |                            |                            |  |  |  |  |  |  |  |  |  |  |  |  |
|  |  |  |  |  |  |  |  |                           |                           |                           |                           |                                |                                |                                |                                |                                 |                                 |                                 |                                 |                                 |                                 |                           |                           |                                        |                                        |                                        |                                        |                                        |                                        |                                |                                |                           |                           |                                 |                                 |                                 |                                 | Dinastia salica                 |                                 |                                |                                |                                |                                |                             |                             |                             |                             |                              |                              |                              |                              |                              |                              |                               |                          |                            |                            |                            |                            |                            |                            |  |  |  |  |  |  |  |  |  |  |  |  |

## Re di Francia capetingi

### Linea diretta
|                        |                        |                        |                        |                      |                         |                             |                             |                    |                   |                      |                               |                               |                      |                      |                                 |                                 |                        |                       |                       |                       |                       |                     |                       |                       |                      |                    |
|                        |                        |                        |                        |                      |                         |                             |                             |                    |                   |                      |                               |                               |                      |                      |                                 |                                 |                        |                       |                       |                       | Ugo Capeto *941 †996  |                     |                       |                       |                      |                    |
|                        |                        |                        |                        |                      |                         |                             |                             |                    |                   |                      |                               |                               |                      |                      |                                 |                                 |                        |                       |                       |                       |                       |                     |                       |                       |                      |                    |
|                        |                        |                        |                        |                      |                         |                             |                             |                    |                   |                      |                               |                               |                      |                      |                                 |                                 |                        |                       |                       |                       |                       |                     |                       |                       |                      |                    |
|                        |                        |                        |                        |                      |                         |                             |                             |                    |                   |                      |                               |                               |                      |                      |                                 |                                 |                        |                       |                       |                       | Roberto II *972 †1031 |                     |                       |                       |                      |                    |
|                        |                        |                        |                        |                      |                         |                             |                             |                    |                   |                      |                               |                               |                      |                      |                                 |                                 |                        |                       |                       |                       |                       |                     |                       |                       |                      |                    |
|                        |                        |                        |                        |                      |                         |                             |                             |                    |                   |                      |                               |                               |                      |                      |                                 |                                 |                        |                       |                       |                       |                       |                     |                       |                       |                      |                    |
|                        |                        |                        |                        |                      |                         |                             |                             |                    |                   |                      |                               |                               |                      |                      |                                 |                                 |                        | Ugo II *1007 †1026    | Ugo II *1007 †1026    | Enrico I *1008 †1060  | Enrico I *1008 †1060  |                     | Roberto I *1011 †1076 | Roberto I *1011 †1076 | Oddone *1013 †1056   | Oddone *1013 †1056 |
|                        |                        |                        |                        |                      |                         |                             |                             |                    |                   |                      |                               |                               |                      |                      |                                 |                                 |                        |                       |                       |                       |                       |                     |                       |                       |                      |                    |
|                        |                        |                        |                        |                      |                         |                             |                             |                    |                   |                      |                               |                               |                      |                      |                                 |                                 |                        |                       |                       |                       |                       |                     |                       |                       |                      |                    |
|                        |                        |                        |                        |                      |                         |                             |                             |                    |                   |                      |                               |                               |                      |                      |                                 |                                 |                        |                       | Filippo I *1053 †1108 | Filippo I *1053 †1108 | Ugo I *1057 †1101     | Ugo I *1057 †1101   | Borgogna ·            | Borgogna ·            |                      |                    |
|                        |                        |                        |                        |                      |                         |                             |                             |                    |                   |                      |                               |                               |                      |                      |                                 |                                 |                        |                       |                       |                       |                       |                     |                       |                       |                      |                    |
|                        |                        |                        |                        |                      |                         |                             |                             |                    |                   |                      |                               |                               |                      |                      |                                 |                                 |                        |                       |                       |                       |                       |                     |                       |                       |                      |                    |
|                        |                        |                        |                        |                      |                         |                             |                             |                    |                   |                      |                               |                               |                      |                      |                                 |                                 |                        |                       | Luigi VI *1081 †1137  | Luigi VI *1081 †1137  | Vermandois ·          | Vermandois ·        |                       |                       |                      |                    |
|                        |                        |                        |                        |                      |                         |                             |                             |                    |                   |                      |                               |                               |                      |                      |                                 |                                 |                        |                       |                       |                       |                       |                     |                       |                       |                      |                    |
|                        |                        |                        |                        |                      |                         |                             |                             |                    |                   |                      |                               |                               |                      |                      |                                 |                                 |                        |                       |                       |                       |                       |                     |                       |                       |                      |                    |
|                        |                        |                        |                        |                      |                         |                             |                             |                    |                   |                      |                               |                               |                      | Filippo *1116 †1131  | Filippo *1116 †1131             | Luigi VII *1120 †1180           | Luigi VII *1120 †1180  | Enrico *1121 †1175    | Enrico *1121 †1175    | Roberto I *1123 †1188 | Roberto I *1123 †1188 | Filippo *1125 †1161 | Filippo *1125 †1161   | Pietro I *1126 †1183  | Pietro I *1126 †1183 |                    |
|                        |                        |                        |                        |                      |                         |                             |                             |                    |                   |                      |                               |                               |                      |                      |                                 |                                 |                        |                       |                       |                       |                       |                     |                       |                       |                      |                    |
|                        |                        |                        |                        |                      |                         |                             |                             |                    |                   |                      |                               |                               |                      |                      |                                 |                                 |                        |                       |                       |                       |                       |                     |                       |                       |                      |                    |
|                        |                        |                        |                        |                      |                         |                             |                             |                    |                   |                      |                               |                               |                      |                      |                                 | Filippo II *1165 †1223          | Filippo II *1165 †1223 |                       |                       | Dreux ·               | Dreux ·               |                     |                       | Courtenay ·           | Courtenay ·          |                    |
|                        |                        |                        |                        |                      |                         |                             |                             |                    |                   |                      |                               |                               |                      |                      |                                 |                                 |                        |                       |                       |                       |                       |                     |                       |                       |                      |                    |
|                        |                        |                        |                        |                      |                         |                             |                             |                    |                   |                      |                               |                               |                      |                      |                                 |                                 |                        |                       |                       |                       |                       |                     |                       |                       |                      |                    |
|                        |                        |                        |                        |                      |                         |                             |                             |                    |                   |                      |                               |                               |                      |                      | Luigi VIII *1187 †1226          | Luigi VIII *1187 †1226          | Filippo *1201 †1234    | Filippo *1201 †1234   |                       |                       |                       |                     |                       |                       |                      |                    |
|                        |                        |                        |                        |                      |                         |                             |                             |                    |                   |                      |                               |                               |                      |                      |                                 |                                 |                        |                       |                       |                       |                       |                     |                       |                       |                      |                    |
|                        |                        |                        |                        |                      |                         |                             |                             |                    |                   |                      |                               |                               |                      |                      |                                 |                                 |                        |                       |                       |                       |                       |                     |                       |                       |                      |                    |
|                        |                        |                        |                        |                      |                         |                             |                             |                    |                   | Luigi IX *1214 †1270 | Luigi IX *1214 †1270          |                               |                      |                      |                                 |                                 | Roberto I *1216 †1250  | Roberto I *1216 †1250 | Alfonso *1220 †1271   | Alfonso *1220 †1271   | Carlo I *1226 †1285   | Carlo I *1226 †1285 |                       |                       |                      |                    |
|                        |                        |                        |                        |                      |                         |                             |                             |                    |                   |                      |                               |                               |                      |                      |                                 |                                 |                        |                       |                       |                       |                       |                     |                       |                       |                      |                    |
|                        |                        |                        |                        |                      |                         |                             |                             |                    |                   |                      |                               |                               |                      |                      |                                 |                                 |                        |                       |                       |                       |                       |                     |                       |                       |                      |                    |
|                        |                        |                        |                        |                      | Filippo III *1245 †1285 | Filippo III *1245 †1285     | Luigi *1244 †1260)          | Luigi *1244 †1260) | Giovanni 1248     | Giovanni 1248        | Giovanni Tristano *1250 †1270 | Giovanni Tristano *1250 †1270 | Pietro I *1251 †1284 | Pietro I *1251 †1284 | Roberto di Clermont *1256 †1317 | Roberto di Clermont *1256 †1317 | Artois ·               | Artois ·              |                       |                       | Angiò I ·             | Angiò I ·           |                       |                       |                      |                    |
|                        |                        |                        |                        |                      |                         |                             |                             |                    |                   |                      |                               |                               |                      |                      |                                 |                                 |                        |                       |                       |                       |                       |                     |                       |                       |                      |                    |
|                        |                        |                        |                        |                      |                         |                             |                             |                    |                   |                      |                               |                               |                      |                      |                                 |                                 |                        |                       |                       |                       |                       |                     |                       |                       |                      |                    |
|                        |                        | Filippo IV *1268 †1314 | Filippo IV *1268 †1314 |                      |                         | Carlo di Valois *1270 †1325 | Carlo di Valois *1270 †1325 | Luigi *1276 †1319  | Luigi *1276 †1319 |                      |                               |                               |                      |                      | Borbone ·                       | Borbone ·                       |                        |                       |                       |                       |                       |                     |                       |                       |                      |                    |
|                        |                        |                        |                        |                      |                         |                             |                             |                    |                   |                      |                               |                               |                      |                      |                                 |                                 |                        |                       |                       |                       |                       |                     |                       |                       |                      |                    |
|                        |                        |                        |                        |                      |                         |                             |                             |                    |                   |                      |                               |                               |                      |                      |                                 |                                 |                        |                       |                       |                       |                       |                     |                       |                       |                      |                    |
| Luigi X *1289 †1316    | Luigi X *1289 †1316    | Filippo V *1291 †1322  | Filippo V *1291 †1322  | Carlo IV *1294 †1328 | Carlo IV *1294 †1328    | Valois ·                    | Valois ·                    | Évreux ·           | Évreux ·          |                      |                               |                               |                      |                      |                                 |                                 |                        |                       |                       |                       |                       |                     |                       |                       |                      |                    |
|                        |                        |                        |                        |                      |                         |                             |                             |                    |                   |                      |                               |                               |                      |                      |                                 |                                 |                        |                       |                       |                       |                       |                     |                       |                       |                      |                    |
|                        |                        |                        |                        |                      |                         |                             |                             |                    |                   |                      |                               |                               |                      |                      |                                 |                                 |                        |                       |                       |                       |                       |                     |                       |                       |                      |                    |
| Giovanni I *1316 †1316 | Giovanni I *1316 †1316 |                        |                        | Valois ·             | Valois ·                |                             |                             |                    |                   |                      |                               |                               |                      |                      |                                 |                                 |                        |                       |                       |                       |                       |                     |                       |                       |                      |                    |

## Rami collaterali
Segue l'elenco dei rami collaterali dei capetingi, stabiliti secondo i possedimenti dei capostipiti, indicati tra parentesi.
- Borgogna (Roberto I, duca di Borgogna)
  - Borgogna-Portogallo (Enrico di Borgogna, conte del Portogallo) (re del Portogallo con Alfonso I)
    - Aviz (illegittimo) (Giovanni), re del Portogallo)
      - Braganza (Alfonso I, duca di Braganza, illegittimo) (re del Portogallo con Giovanni IV)

  - Borgogna-Viennois (Guigues VI, delfino di Viennois)
- Vermandois (Ugo I, conte di Vermandois)
- Dreux (Roberto I, conte di Dreux)
  - Dreux-Bretagna (Pietro I, duca di Bretagna)
- Courtenay (Pietro I, signore di Courtenay)
- Artois (Roberto I, conte d'Artois)
- Angiò (Carlo I, conte d'Angiò, re di Napoli)
- Borbone (Roberto, conte di Clermont)
  - Borbone-La Marche (Giacomo I, conte di La Marche)
    - Borbone-Carency (Giovanni, signore di Carency)
    - Borbone-Vendôme (Luigi I, conte di Vendôme)(Acceduto al trono con Enrico IV)
      - Borbone-Vendôme-Montpensier (Luigi di Borbone-Vendôme, principe di La Roche-sur-Yon)
      - Borbone-Condé (Luigi I, principe di Condé)
        - Borbone-Conti (Armando, principe di Conti)

      - Vendôme (Cesare, duca di Vendôme, illegittimo)
      - Borbone-Orléans (Filippo I, duca d'Orléans (Acceduto al trono con Luigi Filippo)
      - Borbone-Spagna (Filippo V, re di Spagna)
        - Borbone-Parma (Filippo I, duca di Parma)
          - Borbone-Lussemburgo (Giovanni, granduca di Lussemburgo)

        - Borbone-Due Sicilie (Ferdinando I, re di Napoli)

  - Borbone-Montpensier (Luigi I, conte di Montpensier)
  - Borbone-Busset (Pietro, barone di Busseto, illegittimo)
- Valois (Carlo, conte di Valois) (Acceduto al trono con Filippo VI)
  - Valois-Alençon (Carlo II, conte d'Alençon)
  - Valois-Berry (Giovanni, duca di Berry)
  - Valois-Angiò (Luigi I, duca d'Angiò) (Re di Napoli con Renato d'Angiò)
  - Valois-Borgogna (Filippo II, duca di Borgogna)
    - Borgogna-Brabante (Antonio, duca di Brabante)
    - Borgogna-Nevers (Filippo, duca di Nevers)

  - Valois-Orléans (Luigi I, duca d'Orléans (Acceduto al trono con Luigi XII)
    - Valois-Angoulême (Giovanni, conte d'Angoulême)(Acceduto al trono con Francesco I)
      - Angoulême (Carlo, duca d'Angoulême, illegittimo)

    - Orléans-Longueville (Giovanni, conte di Dunois e duca di Longueville, illegittimo)
- Évreux-Navarra (Luigi, conte d'Évreux) (re di Navarra con Filippo III)
  - Évreux-Étampes (Carlo, conte d'Étampes)

## Stemmi

Il seminato di fleur de lys in campo azzurro, blasone dei re di Francia fino al 1376. La fleur de lys divenne in uso con Luigi VII e Filippo II.

## Genealogia
```
Ugo Capeto
 (940 ca. –  24 ottobre 996)
=

Adelaide d'Aquitania

│
├── Edvige (970 ca - 1013 ca)
│
├── Gisèle (971 ca - 1002)
│
├── 
Roberto II
 (27 marzo 972 - 20 luglio 1031)
│   = Susanna
│   = 
Berta di Borgogna
 (964–16 gennaio 1010)
│   = 
Costanza d'Arles
 (986–Melun, 25 luglio 1034)
│   │
│   ├── Edvige o Adele (ca. 1003-ca. 1065)
│   │   = Rinaldo I di Nevers
│   │
│   ├── Ugo II (1007 - 1025)
│   │
│   ├── 
Enrico I
 (4 maggio 1008–4 agosto 1060)
│   │   = 
Matilda di Frisia
 (1024 circa–1044)
│   │   = 
Anna di Kiev
 (1024/1032–settembre 1075)
│   │   │
│   │   ├── 
Filippo I
 (23 maggio 1052
 
– Melun, 29 luglio 1108)
│   │   │
│   │   ├── 
Ugo il Grande
 (1057
 
– 18 ottobre 1102)
│   │   │
│   │   ├──  Roberto (prima del giugno 1054 - ca. 1060)
│   │   │
│   │   └── Emma
│   │
│   ├── Adele o Adelaide (1009-1079)
│   │   = 
Riccardo III di Normandia
 (ca. 1007-1027)
│   │   = 
Baldovino V delle Fiandre
 (1012-1067)
│   │
│   ├── 
Roberto I
 (1011 - 21 marzo 1076)
│   │
│   ├──  Oddone o Eudes (1013-1056)
│   │
│   └──Constanza (1014-?)
│      = Manasse di Dammartin (?-1037)
│
│
└── Adele (973 ca - 1063)
```

## Sepolture

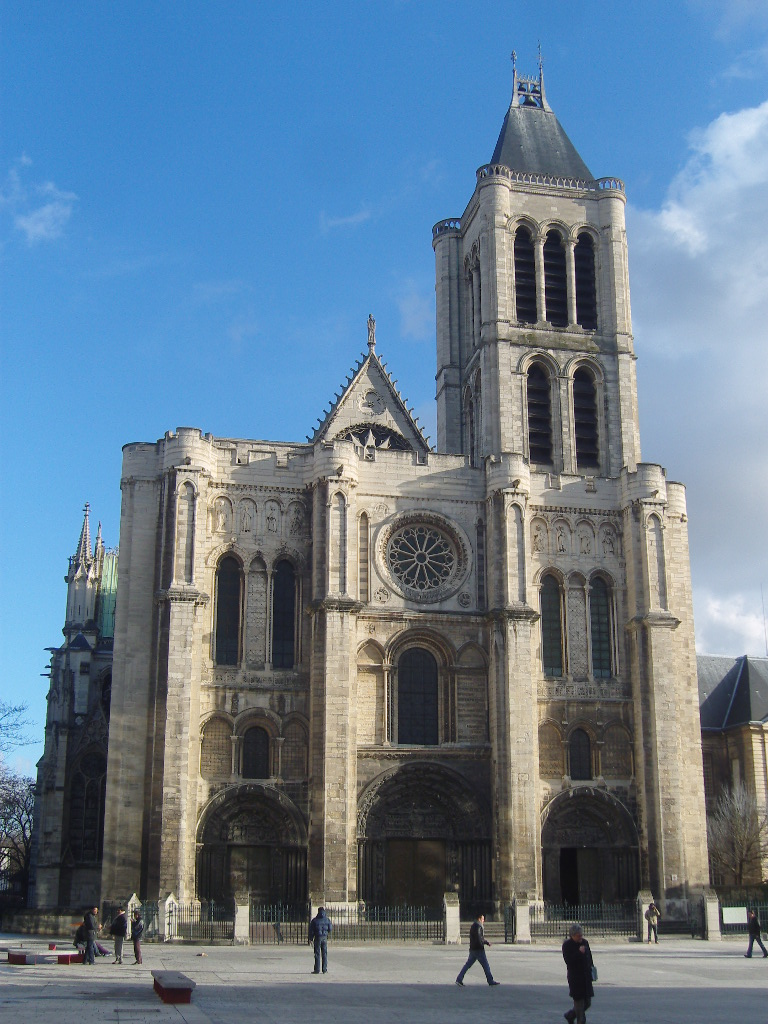
Chiesa di Saint-Denis, in cui sono sepolti tutti i "corpi" dei re di Francia.

A partire dal XII secolo sembra che i testamenti degli ultimi sovrani capetingi siano stati caratterizzati da richieste di sepoltura alquanto curiose, relative allo smembramento dei loro corpi. I papi cercarono di opporsi a tale pratica: papa Bonifacio VIII condannò il desiderio di Filippo IV di seppellire il suo cuore in un luogo differente dal corpo. Anche Luigi X mostrò il medesimo desiderio, ma non riuscì a ottenere il permesso dal papa e il suo corpo fu sepolto intatto a Saint-Denis. Filippo V, con il permesso di papa Giovanni XXII, ordinò che il suo cuore e le sue viscere fossero sepolti a parte dal suo corpo, il cuore nella chiesa dei Cordiglieri di Parigi, le viscere nella chiesa del priorato di Saint-Louis di Poissy, dove giaceva anche il cuore di Filippo IV. Addirittura la regina Giovanna fece seppellire corpo, interiora, e cuore in tre diverse chiese. Il motivo di questa pratica era in primo luogo quello di assicurarsi per la propria sepoltura i luoghi che erano loro più cari o che ritenevano particolarmente impregnati di aura santificante; e dall'altra quella di aumentare le preghiere a loro dedicate, che avrebbe consentito loro una migliore intercessione nell'aldilà.